# Liste von Persönlichkeiten der Lutherstadt Wittenberg
Hier sind Persönlichkeiten der Lutherstadt Wittenberg erfasst, deren Wirken eng mit der Lutherstadt und der Universität Wittenberg verbunden ist. Dies betrifft ausschließlich Persönlichkeiten, bei denen der Bezug zu Wittenberg im Lebenslauf ersichtlich ist. Die Söhne und Töchter der Stadt sind separat in der Liste von Söhnen und Töchtern der Stadt Wittenberg erfasst. Die Liste erhebt keinen Anspruch auf Vollständigkeit. Sie ist chronologisch nach dem jeweiligen Geburtsdatum geordnet.

## Geburtsdatum unbekannt
- Hans von Amberg (* ?; † um 1509), Bildhauer und Bildschnitzer
- Jost Clodt von Jürgensburg (* 1517 in Reval; † 1572 in Riga), Kanzler des Herzogtums Kurland und Semgallen
- Levinus Battus (* ? in Gent; † 1591 in Rostock), Pädagoge
- Georg Bart (* ? in Osnabrück; † 1595 in Lübeck), Theologe und Kirchenlieddichter
- Konrad Becker (* ? in Braunschweig; † 1588 in Braunschweig), Theologe
- Adam Brendel (* ? in Hof (Saale); † 1719 in Wittenberg), Dichter, Physiker und Mediziner
- Hans Frischmuth (* ?; † nach 1542), Buchdrucker
- Cyriacus Gericke (* ?; † 1551 in Bernburg), Theologe
- Kaspar Glatz (* ? in Rieden am Forggensee; † 1551 in Orlamünde), Theologe
- Johann Gronenberg (* ?; † 1523 in Wittenberg), Buchdrucker
- Christoph Gundermann (* ? in Kahla; † nach 1592 in Kahla), Theologe
- Peter Hegemon (* ? im Ansbachischen; † 1560 in Königsberg (Preußen)), Theologe und Reformator
- Heinrich Himmel (* ? in Emmerich; † ?), Theologe und Reformator
- Thomas Köllin (* ? in Schwäbisch Gmünd; † 1524 in Schwäbisch Gmünd), Theologe
- Johann Krafft (* ? in Usingen; † 1578 in Wittenberg), Buchdrucker
- Melchior Miritz (* ? in Dresden; † um 1531 in Magdeburg), Theologe und Reformator
- Johannes Saxonius (* ? in Hattstedt; † 1561 in Hamburg), Humanist
- Johannes Schradin (* ? in Reutlingen; † Ende 1560 oder Anfang 1561 in Reutlingen), Theologe, Dichter und Reformator
- Dominicus Sleupner (* ? in Neiße; † 1547 in Nürnberg), Theologe und Reformator
- Nikolaus Storch (* ?; † 1525), Tuchweber und Begleiter Thomas Müntzers
- Jeremias Trautmann (* ?; † 1637 in Wittenberg), Mediziner
- Georg von Venediger (* ? in Venedien im Landkreis Mohrungen; † 1574 in Liebemühl), Theologe und Reformator
- Bartholomäus Vogel (* ? in Wolkenstein; † 1569 in Wittenberg), Buchhändler
- Bonifacius Wolfhart (* ? in Burgbernheim; † 1543 in Augsburg), Theologe und Reformator

## Bis 1500
- Michael Wolgemut (* 1434; † 1519), Maler
- Thomas Eschaus (* 1438 in Recklinghausen; † 1535 in Wittenberg), Mediziner
- Adam von Fulda (* 1445 in Fulda; † 1505 in Wittenberg), Komponist und Musiktheoretiker
- Petrus von Ravenna (* um 1448 in Ravenna; † 1508 in Mainz), Rechtswissenschaftler
- Jacopo de’ Barbari (* 1450 in Venedig; † 1515 in Brüssel), Maler
- Henning Göde (* 1450 in Werben; † 1521 in Wittenberg), Jurist
- Goswin von Orsoy (* 1450; † Sommer 1515 in Prettin), Theologe, Politiker und erster Kanzler der Universität Wittenberg
- Martin Pollich von Mellerstadt (* um 1452 in Mellrichstadt; † 1513 in Wittenberg), Mediziner
- Nicolaus Marschalk (* 1455 in Roßla; † 1525 in Rostock), Rechtswissenschaftler, Humanist und Historiker
- Johannes Aesticampianus (* 1457 in Sommerfeld; † 1520 in Wittenberg), Theologe und Humanist
- Conrad Celtis (* 1459 in Wipfeld; † 1508 in Wien), Humanist und Dichter
- Theodoricus Block (* 1460 in Hildesheim; † 1524 in Magdeburg), Mediziner, Theologe und Humanist
- Ulrich von Dinstedt (* 1460 in Tiefurt; † 1525 in Eisfeld), Jurist und Theologe
- Hieronymus Schulz (* 1460 in Großglogau; † 1522 in Wittstock), Theologe
- Jodocus Trutfetter (* 1460 in Eisenach; † 1519 in Erfurt), Theologe, Logiker, Rhetoriker und Philosoph
- Tilman Riemenschneider (* um 1460 in Osterode; † 1531 in Würzburg), Bildhauer
- Peter Burckhard (* 1461 in Ingolstadt; † 1526 in Ingolstadt), Mediziner
- Fabian von Auerswald (* 1462; † nach 1540), Autor
- Friedrich III. (* 1463 in Torgau; † 1525 in Lochau), Kurfürst von Sachsen
- Johann von Staupitz (* 1465 in Motterwitz; † 1524 in Salzburg), Theologe
- Balthasar Düring (* 1466 in Königsberg in Bayern; † 1529 in Coburg), Theologe und Reformator
- Hermann von dem Busche (* 1468 in Sassenburg; † 1534 in Dülmen), Humanist
- Johann Mantel I. (* 1468 in Miltenberg; † 1530 in Elgg), Theologe und Reformator
- Johannes Amandi (* 1470 in Westfalen; † 1530 in Goslar), Theologe und Reformator
- Matthäus Beskau (* 1470 in Torgau; † 1533 in Wittenberg), Theologe und Rechtswissenschaftler
- Johann Eberlin von Günzburg (* 1470 in Kleinkötz; † 1533 in Lautershausen), Theologe
- Albrecht Dürer (* 1471 in Nürnberg; † 1528 in Nürnberg), Maler
- Johann Böschenstein (* 1472 in Esslingen am Neckar; † 1540 in Nördlingen), Hebraist, Kirchenlieddichter und Mathematiker
- Lucas Cranach der Ältere (* 1472 in Kronach; † 1553 in Weimar), Maler
- Ambrosius Volland (* 1472 in Markgröningen; † 1551 in Stuttgart), Rechtswissenschaftler und Politiker
- Hans Burgkmair der Ältere (* 1473 in Augsburg; † 1531 in Augsburg), Maler
- Georg Elner (* 1473 in Staffelstein; † 1543 in Wittenberg), Theologe
- Matthäus Adriani (* 1475 in Spanien; † nach 1521 in Freiburg im Breisgau?), Hebrist
- Pankratius Klemme (* 1475 in Hirschberg; † 1546 in Danzig), Theologe und Reformator
- Michael Meurer (* 1475 in Hainichen; † 1537 in Königsberg), Theologe, Kirchenliedkomponist und Reformator
- Tilemann Schnabel (* 1475 in Alsfeld; † 1557 in Alsfeld), Theologe und Reformator
- Otto Beckmann (* 1476 in Warburg; † 1540 in Warburg), Humanist
- Bartholomäus Stein (* 1477 in Brieg; † 1520 in Breslau), Humanist und Geograph
- Matthäus Zell (* 1477 in Kaysersberg (Elsass); † 1548 in Straßburg), Theologe und Reformator
- Wolfgang Capito (* 1478 in Hagenau; † 1541 in Straßburg), Theologe und Reformator
- Balthasar Fabricius (* um 1478 in Vacha; † 1541 in Wittenberg), Humanist, Grammatiker und Rhetoriker
- Erhard Altdorfer (* 1480 in Regensburg; † 1561 in Schwerin), Zeichner, Maler und Baumeister
- Christoph Blanck (* 1480 in Ulm; † 1541 in Wittenberg), Rechtsgelehrter
- Andreas Bodenstein (* 1480 in Karlstadt; † 1541 in Basel), Theologe
- Konrad Cordatus (* 1480 in Leombach; † 1546 bei Spandau), Theologe und Reformator
- Bonifacius Erasmi de Rode (* 1480 in Zörbig; † 1560 in Pößneck), Mathematiker und Theologe
- Friedrich Fischer (* 1480 in Heidingsfeld; Herbst 1529 in Königsberg), Humanist und Jurist
- Johannes Fritzhans (* 1480 in Magdeburg; † 1540 in Magdeburg), Reformator
- Matthias Grünewald (* 1480 in Würzburg; † 1528 in Halle (Saale)), Maler und Grafiker
- Sebastian Küchenmeister (* 1480 in Freiberg; † 1528 in Chemnitz), Theologe
- Kilian Reuter (* 1480 in Mellrichstadt; † 1517 in Wittenberg), Humanist und Dramatiker
- Richard Sbrulius (* 1480 in Cividale del Friuli oder Udine; † nach 1528), Humanist und Poet
- Georg Sibutus (* 1480 in Tannroda; † nach 1528), Humanist und Dichter
- Johann Faust (* um 1480; † um 1540 in Staufen), Astrologe und Alchimist
- Leonhard Kaiser (* um 1480 in Raab; † 1527 in Schärding), Theologe und Reformator
- Conrat Meit (* um 1480 in Worms; † um 1550/1551 in Antwerpen), Bildhauer und Maler
- Wolfgang Reissenbusch (* um 1480 in Torgau; † 1540 in Prettin), Humanist, Rechtswissenschaftler und Theologe
- Johannes Wechtlin (* um 1480 oder 1485 in Straßburg; † unbekannt), Maler und Holzschnittzeichner
- Christian II. von Dänemark (* 1481 in Nyborg; † 1559 in Kalundborg), König von Dänemark
- Christoph Scheurl (* 1481 in Nürnberg; † 1542 in Nürnberg), Jurist, Diplomat und Humanist
- Hieronymus Schurff (* 1481 in St. Gallen 1481; † 1554 in Frankfurt (Oder)), Jurist
- Christian Beyer (* um 1482 in Kleinlangheim; † 1535 in Weimar), Jurist und Politiker
- Gerhard Geldenhauer (* 1482 in Nimwegen; † 1542 in Marburg), Humanist und Theologe
- Nikolaus von Amsdorf (* 1483 in Torgau; † 1565 in Eisenach), Theologe
- Johannes Grau (* 1483 in Kronach; † 1559 in Weimar), Theologe
- Simon Heins (* 1483 in Brück; † 1523 in Wittenberg), Theologe
- Kaspar Kantz (* 1483 in Nördlingen; † 1544 in Nördlingen), Theologe und Reformator
- Wenzeslaus Linck (* 1483 in Colditz; † 1547 in Nürnberg), Theologe und Reformator
- Martin Luther (* 1483 in Eisleben; † 1546 in Eisleben), Reformator
- Nicolaus Maurus (* 1483 in Sankt Goarshausen; † 1539 in Frankfurt am Main), Theologe
- Georg Spalatin (* 1484 in Spalt; † 1545 in Altenburg), Humanist, Theologe, Reformator und Historiker
- Paul Speratus (* 1484 in Rötlen; † 1551 in Marienwerder), Reformator und Kirchenlieddichter
- William Tyndale (* 1484 in North Nibley; † 1536 in Vilvoorden), Theologe und Bibelübersetzer
- Johann Boldewan (* 1485 in Greifenberg; † 1533 in Belzig), Theologe
- Gregor Brück (* 1485 in Brück; † 1557 in Jena), Jurist und kurfürstlicher Kanzler
- Johannes Bugenhagen (* 1485 in Wollin; † 1558 in Wittenberg), Reformator
- Hans von Doltzig (* 1485; † 1551 in Leipzig), Politiker der Reformationszeit
- Johannes Frosch (* 1485 in Bamberg; † 1533 in Nürnberg), Theologe und Reformator
- Georg Helt (* 1485 in Forchheim; † 1545 in Dessau), Humanist, Altphilologe und Theologe
- Jakob Otter (* 1485 in Lauterbourg; † 1547 in Esslingen am Neckar), Theologe und Reformator
- Heinrich Stackmann (* 1485 in Fallersleben; † 1532 in Wittenberg), Mediziner und Dichter
- Nikolaus Decius (* um 1485 in Hof (Saale); † nach 1546), Theologe, Kirchenlieddichter und Reformator
- Johannes Langer (* um 1485/1486 in Bolkenhain; † 1548 in Coburg), Theologe und Reformator
- Hermann Marsow (* um 1485 in Riga; † 1555 in Tartu?), Theologe und Reformator von Livland
- Stanislaus Rapagelanus (* um 1485; † 1545 in Königsberg (Preußen)), Theologe
- Theobald Schwarz (* um 1485 in Hagenau oder Straßburg; † 1561 in Straßburg), Theologe und Reformator
- Martin Agricola (* 1486 in Schwiebus; † 1556 in Magdeburg), Musiktheoretiker, Musikpädagoge und Komponist
- Johann Apel (* 1486 in Nürnberg; † 1536 in Nürnberg), Jurist und Humanist
- Basilius Axt (* 1486 in Frankfurt (Oder); † 1558 in Königsberg (Preußen)), Mediziner
- Johann Dölsch (* 1486 in Feldkirch; † 1524 in Wittenberg), Theologe und Reformator
- Melchior Fendt (* 1486 in Nördlingen; † 1564 in Wittenberg), Mediziner
- Johannes Ferrarius (* 1486 in Amöneburg; † 1558 in Marburg), Jurist, Theologe und Philosoph
- Johannes Gunckel (* 1486 in Wangen im Allgäu; † 1533 in Wittenberg), Physiker und Logiker
- Franz Lambert von Avignon (* 1487 in Avignon; † 1530 in Frankenberg (Eder)), Theologe und Reformator
- Caspar Lindemann (* 1486 in Eisleben; † 1536 in Wittenberg), Mediziner
- Hermann Tulichius (* um 1486 in Steinheim (Westfalen); † 1540 in Lüneburg), Theologe, Pädagoge und Reformator
- Bartholomäus Bernhardi (* 1487 in Feldkirch; † 1551 in Kemberg), Theologe
- Johann Gramann (* 1487 in Neustadt an der Aisch; † 1541 in Königsberg), Reformator und Kirchenlieddichter
- Nicolaus Kratzer (* 1487 in München; † 1550 in Oxford), Humanist, Mathematiker und Astronom
- Konrad Pegel (* 1487 in Wismar; † 1567 in Rostock), Theologe
- Michael Stifel (* 1487 in Esslingen am Neckar; † 1567 in Jena), Mathematiker
- Valentin Voith (* 1487 in Chemnitz; † nach 1558 in Magdeburg), Dichter und Dramatiker
- Johann Lange (* um 1487 in Erfurt; † 1548 in Erfurt), Theologe, Humanist und Reformator
- Gabriel Zwilling (* um 1487 in Annaberg; † 1558 in Torgau), Theologe und Reformator
- Caspar Aquila (* 1488 in Augsburg; † 1560 in Saalfeld), Theologe
- Johann Briesmann (* 1488 in Cottbus; † 1549 in Königsberg), Theologe und Reformator
- Ulrich von Hutten (* 1488 in Burg Steckelberg; † 1523 auf Insel Ufenau), Dichter
- Johann Lindemann (* 1488 in Neustadt an der Saale; † 18. April 1554 in Schweinfurt), Lehrer und Theologe
- Georg Rhau (* 1488 in Eisfeld; † 1548 in Wittenberg), Komponist und Drucker
- Johannes Schwertfeger (* 1488 in Meißen; † 1524 in Wittenberg), Theologe und Rechtswissenschaftler
- Michael Weiße (* um 1488 in Neiße; † 1534 in Landskron), Theologe und Kirchenliedkomponist
- Heinrich von Zütphen (* um 1488 in Zutphen; † 1524 in Heide (Holstein)), Prior, Reformator, gilt als evangelischer Märtyrer
- Thomas Cranmer (* 1489 in Aslacton; † 1556 in Oxford), Theologe
- Lorenz Fries (* 1489 in Mergentheim; † 1550 in Würzburg), Politiker und Historiker
- Thomas Müntzer (* 1489 in Stolberg (Harz); † 1525 in Mühlhausen (Thüringen)), Theologe und Revolutionär in der Zeit des Bauernkrieges
- Paul vom Rode (* 1489 in Quedlinburg; † 1563 in Stettin), Theologe und Reformator
- Matthäus Aurogallus (* 1490 in Komotau; † 1543 in Wittenberg), Historiker, Sprachwissenschaftler und Hebraist
- Eberhard Brisger (* 1490 in Mühlheim; † 1545 in Altenburg), Theologe und Reformator
- Michael Cellarius (* 1490 in Burgheilen bei Rain am Lech; † 1548 in Augsburg), Theologe und Reformator
- Alexius Crosner (* 1490 in Colditz; † 1535 in Altenburg), Theologe
- Philipp Engelbrecht (* 1490 in Engen; † 1528 in Straßburg), Humanist und Dichter
- Valentin Friedland (* 1490 in Troitschendorf; † 1556 in Liegnitz), Pädagoge
- Florian Geyer (* 1490 in Giebelstadt; † 1525 bei Würzburg), Bauernführer
- Augustin Gschmus (* 1490 in Mülhausen; † 1543 in Mülhausen), Theologe und Reformator
- Johannes Hadeke (* 1490 in Stade; † 1525 in Rom), Lyriker
- Georg Kleinschmidt (* 1490 in Schauenstein; † 1556 in Leipzig), Mediziner
- Joseph Klug (* 1490 in Nürnberg; † 1552 in Wittenberg), Buchdrucker
- Melchior Lotter der Jüngere (* 1490 in Leipzig; † 1542 in Leipzig), Buchdrucker
- Friedrich Myconius (* 1490 in Lichtenfels; † 1546 in Gotha), Theologe und Reformator
- Tilemann Plathner (* 1490 in Stolberg (Harz); † 1551 in Stolberg (Harz)), Theologe und Reformator
- Kaspar Schwenckfeld (* 1490 in Ossig bei Liegnitz; † 1561 in Ulm), Theologe und Reformator
- Pleikard Sindringer (* 1490 in Schwäbisch Hall; † 1551 in Jena), Rechtswissenschaftler
- Veit Warbeck (* 1490 in Schwäbisch Gmünd; † 1534 in Torgau), Philologe
- Johann Westermann (* 1490 in Münster; † ? in Hofgeismar), Theologe und Reformator
- Johannes Bernhardi (* um 1490 in Schlins; † 1534 in Wittenberg), Rhetoriker und Physiker
- Christian Döring (* um 1490 in Frankfurt (Oder); † 1533 in Wittenberg), Goldschmied und Buchverleger
- Ägidius Faber (* um 1490 in Kremnitz; † 1558 in Boizenburg), Theologe
- Heinrich Faber (* um 1490 in Lichtenfels; † 1552 in Oelsnitz), Musiktheoretiker
- Johann Heß (* um 1490 in Nürnberg; † 1547 in Breslau), Theologe und Reformator
- Johann Horn (* um 1490 in Taus in Böhmen; † 1547 in Jungbunzlau), Theologe und Kirchenlieddichter
- Burkard Waldis (* um 1490 in Sooden-Allendorf; † 1556 in Abterode), Fabeldichter, Dramatiker und Fastnachtsautor
- Martin Bucer (* 1491 in Schlettstadt; † 1551 in Cambridge), Theologen und Reformator
- Caspar Borner (* 1492 in Großenhain; † 1547 in Leipzig), Theologe und Reformator
- Michael Caelius (* 1492 in Döbeln; † 1559 in Mansfeld), Theologe und Reformator
- Konrad Krebs (* 1492 in Büdingen; † 1540 in Torgau), Baumeister und Architekt
- Wilhelm Nesen (* 1492 in Nastätten; † 1524 in Wittenberg), Humanist und Pädagoge
- Bartholomaeus Rieseberg (* 1492 in Mieste; † 1566 in Gardelegen), Theologe
- Georg Rörer (* 1492 in Deggendorf; † 1557 in Jena), Theologe
- Theobald Billicanus (* 1493 in Billigheim; † 1554 in Marburg), Theologe, Jurist und Reformator
- Adrian Buxschott (* 1493 in Antwerpen; † 1561 in Drakenburg), Theologe und Reformator
- Sixt Dietrich (* 1494 in Augsburg; † 1548 in Sankt Gallen), Komponist
- Simon Grynaeus (* 1493 in Veringendorf; † 1541 in Basel), Theologe und Reformator
- Justus Jonas der Ältere (* 1493 in Nordhausen; † 1555 in Eisfeld), Jurist, Theologe, Reformator
- Johannes Oldekop (* 1493 in Hildesheim; † 1574 in Hildesheim), Theologe
- Olaus Petri (* 1493 in Örebro; † 1552 in Stockholm), schwedischer Reformator
- Johann Pfeffinger (* 1493 in Wasserburg am Inn; † 1573 in Leipzig), Theologe und Reformator
- Heinrich Winkel (* 1493 in Wernigerode; † 1551 in Braunschweig), Theologe und Reformator
- Johannes Agricola (* 1494 in Eisleben; † 1566 in Berlin), Reformator
- Bernhard Bogentanz (* 1494 in Liegnitz; † um 1540 in Liegnitz), Musiktheoretiker
- Johann Draconites (* 1494 in Karlstadt; † 1566 in Wittenberg), Theologe, humanistischer Philosoph und Reformator
- Martin Frecht (* 1494 in Ulm; † 1556 in Tübingen), Theologe und Reformator
- Ambrosius Moibanus (* 1494 in Breslau; † 1554 in Breslau), Theologe und Reformator
- Hans Tausen (* 1494 in Birkende; † 1561 in Ripen), Theologe
- Matthäus Alber (* 1495 in Reutlingen; † 1570 in Blaubeuren), Theologe und Reformator
- Johann Geyling (* 1495 in Ilsfeld; † 1559 in Großbottwar), Theologe
- Moritz Goltz (* 1495 in Belzig; † 1548 in Frankfurt am Main), Buchhändler und Verleger
- Kaspar Löner (* 1495 in Markt Erlbach; † 1546 in Nördlingen), Kirchenliedkomponist, Theologe und Reformator
- Hans Lufft (* 1495; † 1584 in Wittenberg), Buchdrucker und Bürgermeister
- Sebaldus Münsterer (* 1495 in Nürnberg; † 1539 in Wittenberg), Rechtswissenschaftler
- Konrad Nesen (* 1495 in Nastätten; † 1560 in Zittau), Humanist und Bürgermeister von Zittau
- Augustin Schurff (* 1495 in St. Gallen; † 1548 in Wittenberg), Mediziner
- Stephan Wild (* 1495 in Pleinfeld; † 1550 in Zwickau), Mediziner
- Hermann Finck (* um 1495 in Pirna; † 1558 in Wittenberg), Musiktheoretiker, Komponist und Organist
- Johann Mantel II. (* um 1495 in Cottbus; † um 1542 in ?), Theologe
- Hieronymus Nopp (* um 1495 in Herzogenaurach; † 1551 in Regensburg), Theologe, Pädagoge und Reformator
- Jacobus Probst (* um 1495 in Ypern; † 1562 in Bremen), Theologe
- Gervasius Schuler (* um 1495 in Straßburg; † 1563 in Lenzburg), Theologe und Reformator
- Johann Forster (* 1496 in Augsburg; † 1556 in Wittenberg), Theologe
- Adam Reusner (* 1496 in Mindelheim; † 1582 in Mindelheim), Mystiker und Dichter
- Petrus Suawe (* 1496 in Stolp; † 1552 in Gjorslev), Diplomat
- Johann Walter (* 1496 in Kahla; † 1570 in Torgau), Kirchenmusiker
- Sebastian Fröschel (* 1497 in Amberg; † 1570 in Wittenberg), Theologe
- Philipp Melanchthon (* 1497 in Bretten; † 1560 in Wittenberg), Reformator
- Simon Schaidenreisser (* 1497 in Bautzen; † 1592 in München), Schriftsteller und Humanist
- Johannes Lonicer (* um 1497 in Artern; † 1569 in Marburg), Altphilologe; Professor der griechischen und hebräischen Sprache, Humanist, Dichter und Theologe
- Katharina Zell (* um 1497 in Straßburg; † 1562 in Straßburg), theologische Autorin und Reformatorin
- Erasmus Alberus (* 1498 in Bruchenbrücken; † 1553 in Neubrandenburg), Theologe, Reformator und Dichter
- Hieronymus Baumgartner (* 1498 in Nürnberg; † 1565 in Nürnberg), Reformator und Bürgermeister in Nürnberg
- Johannes Honterus (* 1498 in Kronstadt; † 1549 in Kronstadt), Humanist und Reformator
- Johann Weiß (* 1498 in Kronach; † 1561 in Meißen), Theologe
- Andreas Winkler (* 1498 in Winkel (Helme); † 1575 in Breslau), Pädagoge und Buchdrucker
- Pietro Paolo Vergerio (* um 1498 in Capodistria; † 1565 in Tübingen), Theologe und Reformator
- Johannes Aepinus (* 1499 in Ziesar; † 1553 in Hamburg), Theologe und Reformator
- Thomas Blarer (* 1499 in Konstanz; † 1567 in Neu-Giersberg), Kirchenlieddichter und Jurist
- Katharina von Bora (* 1499 in Lippendorf; † 1552 in Torgau), Frau von Martin Luther
- Martin Borrhaus (* 1499 in Stuttgart; † 1564 in Basel), Theologe und Reformator
- Johannes Carion (* 1499 in Bietigheim; † 1537/1538 in Berlin), Astrologe, Mathematiker und Historiker
- Adrianus Petit Coclico (* 1499 in Flandern; † um 1562 oder 1563 in Kopenhagen), Musiktheoretiker, Sänger und Komponist
- Kilian Goldstein (* 1499 in Kitzingen; † 1568 in Halle (Saale)), Jurist
- Gottschalk Kruse (* 1499 in Braunschweig; † 1540 in Hamburg), Theologe und Reformator
- Johannes a Lasco (* 1499 in Lask; † 1560 in Pirczow), Reformator in Polen
- Michael Lotter (* 1499 in Leipzig; † 1556 in Magdeburg), Buchdrucker
- Justus Menius (* 1499 in Fulda; † 1558 in Leipzig), Theologe und Reformator Thüringens
- Laurentius Petri (* 1499 in Örebro; † 1573 in Uppsala), schwedischer Erzbischof und Reformator
- Peter Martyr Vermigli (* 1499 in Florenz; † 1562 in Zürich), Theologe und Reformator
- Hieronymus Weller (* 1499 in Freiberg (Sachsen); † 1572 in Wittenberg), Theologe und Reformator
- Jan van Woerden (* 1499 in Woerden; † 1525 in Woerden), evangelischer Märtyrer
- Johann Machabeus (* vor 1500 in Schottland; † 1557 in Kopenhagen), Reformator und Theologe
- Alexander Alesius (* 1500 in Edinburgh; † 1565 in Leipzig), Theologe und Reformator
- Andreas Althamer (* 1500 in Sontheim an der Brenz; † 1539 in Ansbach), Theologe und Reformator
- Jan Augusta (* 1500 in Prag; † 1572 in Jungbunzlau), Theologe
- Joachim Camerarius der Ältere (* 1500 in Bamberg; † 1574 in Leipzig), Humanist, Universalgelehrter und Dichter
- Johann Campanus (* 1500 in Maeseyck; † 1575 in Jülich), Theologe und Täufer
- Janus Cornarius (* 1500 in Zwickau; † 1558 in Jena), Mediziner, Autor, Philologe und Linguist
- Georg Dasch (* 1500 in Würzburg; † 1578 in Gotha), Bürgermeister von Gotha
- Matthäus Delius (* 1500 bei Halberstadt; † 1565 in Hamburg), Pädagoge
- Christoph Hegendorf (* 1500 in Leipzig; † 1540 in Lüneburg), Dichter, Theologe und Jurist
- Jost Hoen (* 1500 in Gelnhausen; † 1569 in Dillenburg), Pädagoge und Kanzleirat
- Caspar Huberinus (* 1500 in Stotzard; † 1553 in Öhringen), Theologe, Schriftsteller, Kirchenlieddichter und Reformator
- Valentin Ickelsamer (* 1500 in Rothenburg ob der Tauber; † 1547 in Augsburg), Grammatiker
- Jakob von Jonas (* 1500 in Götzis; † 1558 in Abensberg), Philologe, Rechtswissenschaftler, Politiker und Diplomat
- Konrad Mauser (* 1500 in Nürnberg; † 1548 in Wittenberg), Rechtswissenschaftler
- Balthasar Menz der Ältere (* 1500 in Herford; † 1585 in Eckmannsdorf), Theologe
- Basilius Monner (* 1500 in Weimar; † 1566 in Jena), Rechtswissenschaftler
- Paul Rebhun (* 1500 in Waidhofen in Österreich; † 1546 in Oelsnitz), Theologe, Pädagoge und Dichter
- Johann Timann (* 1500 in Amsterdam; † 1557 in Nienburg/Weser), Theologe und Reformator
- Johann Bernhard (* um 1500 in Hohenstein; † 1551 in Herborn), Theologe und Reformator
- Ambrosius Berndt (* um 1500 in Jüterbog; † 1542 in Wittenberg), Philologe und evangelischer Theologe
- Johannes Dreyer (* um 1500 in Bega; † 1544 in Minden), Theologe und Reformator
- Jacob Hegge (* um 1500 in Danzig), Theologe und Reformator
- Hans Kohlhase (* um 1500 bei Müncheberg; † 1540 in Berlin), Produktenhändler
- Gerd Omeken (* um 1500 in Kamen; † 1562 in Güstrow), Theologe und Reformator

## 1501–1600

### 1501–1510
- Nicolaus Boie der Jüngere (* 1501 in Meldorf; † 1542 in Meldorf), evangelischer Theologe, Reformator und Kirchenlieddichter
- Anton Corvinus (* 1501 in Warburg; † 1553 in Hannover), Theologe und Reformator
- Theodor Fabricius (* 1501 in Anholt; † 1570 in Zerbst), Theologe und Reformator
- Johann Glandorp (* 1501 in Münster (Westfalen); † 1564 in Herford), Humanist, Pädagoge, Dichter, Theologe und Reformator
- Jakob Milich (* 1501 in Freiburg im Breisgau; † 1559 in Wittenberg), Mathematiker und Mediziner
- Erasmus Sarcerius (* 1501 in Annaberg; † 1559 in Magdeburg), Theologe und Reformator
- Veit Winsheim (* 1501 in Windsheim; † 1570 in Wittenberg), Rhetoriker, Philologe, Mediziner und Gräzist
- Johannes Garcaeus der Ältere (* 1502 in Pritzwalk; † 1558 in Neubrandenburg), Theologe und Reformator
- Anton Lauterbach (* 1502 in Stolpen; † 1569 in Pirna), Theologe und Reformator
- Georg Major (* 1502 in Nürnberg; † 1574 in Wittenberg), Theologe
- Nikolaus Medler (* 1502 in Hof (Saale); † 1551 in Bernburg (Saale)), Theologe und Reformator
- Johannes Kessler (* um 1502 in St. Gallen; † 1574 in St. Gallen), Theologe und Reformator
- Veit Amerbach (* 1503 in Wemding; † 1557 in Ingolstadt), Gelehrter und Humanist
- Georg Buchholzer (* 1503 in Dahme; † 1566 in Berlin), Theologe und Reformator
- Franz Burchart (* 1503 in Weimar; † 1560 in Weimar), Gelehrter und Politiker
- Jakob Micyllus (* 1503 in Straßburg; † 1558 in Heidelberg), Humanist, Dichter und Pädagoge
- Peder Palladius (* 1503 in Ribe; † 1560 in Kopenhagen), Theologe und Reformator Dänemarks
- Hermann Bonnus (* 1504 in Quakenbrück; † 1548 in Lübeck), Theologe und Reformator
- Caspar Cruciger der Ältere (* 1504 in Leipzig; † 1548 in Wittenberg), Theologe
- Elisabeth Cruciger (* 1504; † 1535 in Wittenberg), Komponistin
- Melchior Kling (* 1504 in Steinau an der Straße; † 1571 in Halle (Saale)), Jurist und Rechtswissenschaftler
- Christoph Lasius (* 1504 in Straßburg; † 1572 in Senftenberg), Theologe
- Johannes Mathesius (* 1504 in Rochlitz; † 1565 in St. Joachimsthal), Theologe und Reformator
- Lucas Edenberger (* 1505 in Edenbergen; † 1548 in Weimar), Bibliothekar
- Matthias Garbitius (* 1505 in Istrien; † 1559 in Tübingen), Philologe
- Achilles Pirminius Gasser (* 1505 in Lindau; † 1577 in Augsburg), Historiker, Mediziner und Astrologe
- Thomas Kantzow (* 1505 in Stralsund; † 1542 in Stettin), Chronist und Historiker
- John Knox (* 1505 in Gifford Gate; † 1572 in Edinburgh), Reformator Schottlands
- Georg Scharnekau (* 1505 in Hannover; † 1558 in Hannover), Theologe und Reformator
- Veit Dietrich (* 1506 in Nürnberg; † 1549 in Nürnberg), Theologe, Schriftsteller und Reformator
- Hieronymus Köler der Ältere (* 1507 in Nürnberg; † 1573 in Nürnberg), Reiseschriftsteller
- Ludwig Agricola (* 1508 in Kulmbach; † nach 1540 in Kulmbach), Theologe und Reformator
- Andreas von Barby (* 1508 in Loburg; † 1559 in Roskilde), Politiker und Bischof von Lübeck
- Franziskus Joel (* 1508 in Szöllös; † 1579 in Greifswald), Pharmakologe und Mediziner
- Lucas Lossius (* 1508 in Vaake; † 1582 in Lüneburg), Theologe, Pädagoge und Hymnologe
- Georg Sabinus (* 1508 in Brandenburg; † 1560 in Frankfurt (Oder)), Poet
- Simon Sulzer (* 1508 in Schattenhalb; † 1585 in Basel), Theologe und Reformator
- Jacob Schenck (* um 1508 in Waldsee; † 1554 in Leipzig), Theologe und Reformator
- Abraham Culvensis (* 1509 in Kulva; † 1546 in Kulva), Jurist und Reformator
- Mikael Agricola (* 1510 in Pernaja; † 1557 in Kuolemajärvi), Theologe
- Franz Davidis (* 1510 in Klausenburg; † 1579 in Deva, Rumänien), Theologe
- Georg Forster (* 1510 in Amberg; † 1568 in Nürnberg), Komponist
- Johannes Freder (* 1510 in Köslin; † 1562 in Wismar), Theologe und Kirchenlieddichter
- Joachim Greff (* 1510 in Zwickau; † 1552 in Roßlau), Pädagoge, Theologe und Dramatiker
- Albert Hardenberg (* 1510 in Hardenberg (Overijssel); † 1574 in Emden), Theologe und Reformator
- Kaspar Heidenreich (* 1510 in Freiberg; † 1586 in Torgau), Theologe und Reformator
- Johannes Marcellus (* 1510 in Königsberg in Bayern; † 1551/52 in Wittenberg), Philologe und Poet
- Leonhard Stöckel (* 1510 in Bardejov; † 1560 in Bardejov), Dramatiker, Pädagoge und Reformator
- Nikolaus Glossenus (* um 1510 in Hamburg; † 1547 in Magdeburg), Theologe
- Joachim Westphal (* 1510 in Hamburg; † 1574 in Hamburg), Theologe und Reformator
- Laurentius Zoch (* in Halle (Saale); † 1547 in Wittenberg), Jurist und Rechtswissenschaftler

### 1511–1520
- Friedrich Bernbeck (* 1511 in Kitzingen; † 1570 in Kitzingen), Bürgermeister und Gestalter der Reformation in Kitzingen
- Paul Eber (* 1511 in Kitzingen; † 1569 in Wittenberg), Theologe
- Erasmus Ebner (* 1511 in Nürnberg; † 1577 in Helmstedt), Diplomat, Gelehrter und Staatsmann
- Simon Lemnius (* 1511 in Guat; † 1550 in Chur), Humanist und neulateinischer Dichter
- Erasmus Reinhold (* 1511 in Saalfeld; † 1553 in Wittenberg), Astronom
- Georg Parsimonius (* 1512 in Heroldingen; † 1576 in Ansbach), Theologe, Reformator und Konfessionalist
- Stephan Riccius (* 1512 in Kahla; † 1588 in Lissen), Theologe
- Martin Weiher (* 1512 in Leba; † 1556 in Köslin), Theologe
- Johann Hoppe (* um 1512 in Bautzen; † 1565 in Culm), Pädagoge
- Adrian Albinus (* 1513 in Lauban; † 1590 in Küstrin), Rechtswissenschaftler
- Niels Hemmingsen (* 1513 in Errindlev; † 1600 in Roskilde), Theologe, Philologe und Schulreformer
- Detmar Kenckel (* 1513 in Verden; † 1584 in Bremen), Bremer Bürgermeister
- Georg Melhorn (* 1513 in Altenburg; † 1563 in Waldenburg (Sachsen)), Pädagoge und Theologe
- Joachim I. von Alvensleben (* 1514 in Hundisburg; † 1588 in Alvensleben), Gelehrter und Reformator
- Andreas Aurifaber (* 1514 in Breslau; † 1559 in Königsberg), Mediziner
- Erasmus Flock (* 1514 in Nürnberg; † 1568 in Nürnberg), Mathematiker, Astronom, Dichter und Mediziner
- Johannes Gigas (* 1514 in Nordhausen; † 1581 in Schweidnitz), Theologe, Kirchenlieddichter, Humanist und Reformator
- Caspar Landsidel (* 1514 in Leipzig; † 1560 in Leipzig), Pädagoge und Rhetoriker
- Andreas Musculus (* 1514 in Schneeberg; † 1581 in Frankfurt (Oder)), Theologe und Reformator
- Johann Placotomus (* 1514 in Münnerstadt; † 1577 in Danzig), Mediziner und Pädagoge
- Georg Joachim Rheticus (* 1514 in Feldkirch/Vorarlberg; † 1574 in Kaschau), Mathematiker und Mediziner
- Viktorin Strigel (* 1514 in Kaufbeuren; † 1569 in Heidelberg), Theologe
- Melchior Acontius (* 1515 in Oberursel (Taunus); † 1569 in Allstedt), Humanist und Lyriker
- Sebastian Boetius (* 1515 in Guben; † 1573 in Halle (Saale)), Theologe
- Valerius Cordus (* 1515 in Simshausen; † 1544 in Rom), Mediziner und Botaniker
- Johannes Stigel (* 1515 in Friemar; † 1562 in Jena), Poet und Rhetoriker
- Andreas Poach (* um 1515 in Eilenburg; † 1585 in Utenbach), Theologe und Reformator
- Franz Tymmermann (* um 1515 in Hamburg; † nach 1540), Maler, Schüler von Lucas Cranach dem Älteren
- Hartmann Beyer (* 1516 in Frankfurt am Main; † 1577 in Frankfurt am Main), Mathematiker, Theologe und Reformator
- Nikolaus von Dornspach (* 1516 in Mährisch Trübau; † 1580 in Zittau), Bürgermeister von Zittau
- Georg Fabricius (* 1516 in Chemnitz; † 1571 in Meißen), Dichter, Historiker und Archäologe
- Nicolaus Gallus (* 1516 in Köthen; † 1570 in Liebenzell), Theologe und Reformator
- Johann Habermann (* 1516 in Eger (Böhmen); † 1590 in Zeitz), Theologe, Schriftsteller und Hebraist
- Martin Helbig (* 1516 in Neiße; † 1574 in Breslau), Kartograf und Pädagoge
- Wolf von Kötteritz (* 1516 in Altenburg; † 1575 in Magdeburg), Jurist und Politiker
- Cyriacus Lindemann (* 1516 in Gotha; † 1568 in Gotha), Pädagoge
- Adam Siber (* 1516 in Schönau; † 1584 in Grimma), Humanist und Pädagoge
- Herluf Trolle (* 1516 auf Schloss Lillö, Gemeinde Kristianstad; † 1565 in Kopenhagen), dänischer Admiral und Seeheld
- Hieronymus Wolf (* 1516 in Oettingen in Bayern; † 1580 in Augsburg), Humanist und Philologe
- Georg Aemilius (* 1517 in Breslau; † 1569 in Breslau), Theologe
- Johannes Aurifaber (* 1517 in Mansfeld; † 1568 in Stolberg (Harz)), Theologe und Botaniker
- Christoph Entzelt (* 1517 in Saalfeld/Saale; † 1583 in Osterburg), Theologe und Historiker
- Simon Leupold (* 1517 in Prettin; † 1578 in Güstrow), mecklenburgischer Staatsmann
- Hieronymus Mencel (* 1517 in Schweidnitz; † 1590 in Eisleben), Theologe
- Caspar Pfreund (* 1517 in Saalfeld/Saale; † 1574 in Wittenberg), Apotheker und Bürgermeister
- Kaspar Brusch (* 1518 in Schlaggenwald; † 1557 zwischen Rothenburg und Windsheim), Humanist, Theologe, Hofpfalzgraf, Historiker und Poeta laureatus
- Francisco de Enzinas (* 1518 in Burgos (Kastilien-León); † 1552 in Straßburg), spanischer Humanist
- Christoph Fischer (* 1518 in Joachimsthal; † 1598 in Celle), Theologe
- Hieronymus Gerhard (* 1518 in Heidelsheim; † 1574 in Stuttgart), Staatsmann
- Johannes Hommel (* 1518 in Memmingen; † 1562 in Leipzig), Theologe, Mathematiker und Astronom
- Johannes Kentmann (* 1518 in Dresden; † 1574 in Torgau), Mediziner und Naturforscher
- Hubert Languet (* 1518 in Vîteaux; † 1581 in Antwerpen), Diplomat, Jurist und Theologe
- Johannes Aurifaber (* 1519 in Weimar; † 1575 in Erfurt), Theologe
- Christoph Baldauf (* 1519 in Zwickau; † 1580 in Naumburg), Pädagoge
- Eustachius von Knobelsdorff (* 1519 in Heilsberg; † 1571 in Breslau), Lyriker und Epiker
- Johann Crato von Krafftheim (* 1519 in Breslau; † 1585 in Breslau), Humanist und Arzt
- Ulrich von Mordeisen (* 1519 in Leipzig; † 1572 in Dresden), Staatsmann
- Johann Schneidewein (* 1519 in Stolberg; † 1568 in Zerbst), Jurist
- Johann Konrad Ulmer (* 1519 in Schaffhausen; † 1600 in Schaffhausen), Theologe und Reformator
- Petrus Vincentius (* 1519 in Breslau; † 1581 in Breslau), Rhetoriker, Ethiker und Pädagoge
- Johann Aicholz (* 1520 in Wien; † 1588 in Wien), Mediziner und Botaniker
- Tilemann Cragius (* 1520 in Lüchow; † nach 1577 in ?), Theologe
- Matthias Flacius (* 1520 in Albona; † 1575 in Frankfurt am Main), Theologe
- Frantz Friderich (* 1520 in Ostdeutschland; † 1584 in Frankfurt (Oder)), Medailleur, Holzschneider und Kupferstecher
- Sebastian Glaser (* 1520 in Eisfeld; † 1577 in Schleusingen), Staatsmann und Geschichtsschreiber
- Caspar Helth (* 1520 in Heltau; † 1574 in Klausenburg), Theologe, Schriftsteller, Verleger und Reformator
- Heinrich Knaust (* 1520 in Hamburg; † 1580 in Erfurt), Pädagoge, Dramatiker, Dichter und Theologe
- Stanislaw Karnkowski (* 1520 in Karnków; † 1603 in Łowicz), Theologe
- Matthias Lauterwald (* 1520 in Elbing; † 1555 in Eperies), Philologe, Mathematiker und Theologe
- Andreas Martini (* 1520 in Rostock; † 1561 in Rostock), Theologe
- Thomas Matthias (* 1520 in Brandenburg an der Havel; † 1576 in Brandenburg an der Havel), Politiker im Kurfürstentum Brandenburg
- Bernhard Mensing (* 1520 in Lübeck; † 1567 in Rostock), Rhetoriker und Logiker
- Bartholomäus Sastrow (* 1520 in Greifswald; † 1603 in Stralsund), Schriftsteller
- Sebastian Theodoricus (* 1520 in Windsheim; † 1574 in Wittenberg), Mathematiker und Mediziner
- Georg Thym (* 1520 in Zwickau; † 1560 in Wittenberg), Pädagoge, Dichter und Autor
- Basilius Faber (* um 1520 in Sorau; † um 1576 in Erfurt), Pädagoge
- Bartholomäus Rosinus (* um 1520 in Pößneck; † 1586 in Regensburg), Theologe

### 1521–1530
- Johannes Criginger (* 1521 in St. Joachimsthal; † 1571 in Marienberg (Erzgebirge)), Theologe, Kartograph und Schriftsteller
- Paul von Eitzen (* 1521 in Hamburg; † 1598 in Schleswig), Theologe und Reformator
- Jacob Heerbrand (* 1521 in Giengen an der Brenz; † 1600 in Tübingen), Theologe und Reformator
- Petrus Ketzmann (* 1521 in Nürnberg; † 1570 in Feuchtwangen), Theologe und Pädagoge
- Johannes Marbach (* 1521 in Lindau; † 1581 in Straßburg), Theologe, Reformator und Konfessionalist
- Joachim Moller der Jüngere (* 1521 in Hamburg; † 1588 in Bardowick), Politiker
- Simon Musaeus (* 1521 in Vetschau; † 1576 in Mansfeld), Theologe und Reformator
- Johann Trauterbuhl (* 1521 in Halberstadt; † 1585 in Halle (Saale)), Rechtswissenschaftler und Politiker
- Veit Winsheim der Jüngere (* 1521 in Ofen; † 1608 in Hamburg), Rechtswissenschaftler
- Hieronymus Besold (* 1522 in Nürnberg; † 1562 in Nürnberg), Theologe
- Joachim von Beust (* 1522 in Möckern; † 1597 in Planitz), Jurist
- Michael Beuther (* 1522 in Karlstadt; † 1587 in Straßburg), Historiker, Dichter, Jurist und Beamter
- Martin Chemnitz (* 1522 in Treuenbrietzen; † 1586 in Braunschweig), Theologe
- Moritz Heling (* 1522 in Friedland; † 1595 in Nürnberg), Theologe
- Christoph Irenäus (* 1522 in Schweidnitz; † 1595 in Bubenbach), Theologe und Reformator
- Georg Kleefeld (* 1522 in Elbing; † 1576 in Danzig), Bürgermeister von Danzig
- Lucas Maius (* 1522 in Römhild; † 1598 in Kassel), Theologe und Dramatiker
- Matthäus Röseler (* 1522 in Luckau; † 1569 in Rostock), Dichter, Mathematiker, Astronom, Mediziner und Rechtswissenschaftler
- Hermann Wilken (* 1522 in Neuenrade; † 1603 in Heidelberg), Humanist und Mathematiker
- Konrad Limmer (* um 1522 in Neustadt an der Orla; † 1592 in Heilsbronn), Theologe, Reformator und Konfessionalist
- Jan Blahoslav (* 1523 in Přerov; † 1571 in Moravský Krumlov), Humanist, Schriftsteller und Komponist
- Kaspar Eberhard (* 1523 in Schneeberg; † 1575 in Wittenberg), Theologe und Pädagoge
- Christoph Herdesianus (* 1523 in Halberstadt; † 1585 in Nürnberg), Jurist und Theologe
- Esrom Rüdinger (* 1523 in Bamberg; † 1591 in Altdorf bei Nürnberg), Philologe, Pädagoge, Physiker und Historiker
- Johannes Wigand (* 1523 in Mansfeld; † 1587 in Liebemühle, Kreis Osterode), Theologe
- Albrecht Giese (* 1524 in Danzig; † 1580 in Danzig), Ratsherr und Diplomat
- Nikolaus Gompe (* 1524 in Rauenthal im Rheingau; † 1595 in Wiesbaden), Theologe
- Kasper Goltwurm (* 1524 in Sterzing; † 1559 in Weilburg), Theologe
- Abdias Prätorius (* 1524 in Salzwedel; † 1573 in Wittenberg), Philosoph, Theologe und Reformator
- Johann Stössel (* 1524 in Kitzingen; † 1576 in Senftenberg), Theologe und Reformator
- Michael Teuber (* 1524 in Eisleben; † 1586 in Wittenberg), Rechtsgelehrter
- Erich Volkmar von Berlepsch (* 1525; † 1589 in Roßla), Oberhofrichter in Leipzig und Oberhauptmann in Thüringen
- Johann Bocerus (* 1523 in Hausberge; † 1565 in Rostock), Dichter und Historiker
- Simon Bruns (* 1525 in Breslau; † 1570 in Schneverdingen), Theologe und Reformator
- Georg Cracow (* 1525 in Stettin; † 1575 in Leipzig), Jurist und Staatsmann
- Paul Crusius (* 1525 in Coburg; † 1572 in Orlamünde), Theologe, Mathematiker und Historiker
- Friedrich Dedekind (* 1525 in Neustadt am Rübenberge; † 1598 in Lüneburg), Schriftsteller
- Johannes Karg (* 1525 in Augsburg; † 1588 in Hirsau), Theologe, Historiker und Pädagoge
- Caspar Peucer (* 1525 in Bautzen; † 1602 in Dessau), Mediziner
- Joachim Magdeburg (* 1525 in Gardelegen; † um 1587), Theologe, Kirchenlieddichter und Komponist
- Michael Neander (* 1525 in Sorau; † 1595 in Ilfeld), Pädagoge
- Lelio Sozzini (* 1525 in Siena; † 1562 in Zürich), Theologe
- Tilemann Stella (* 1525 in Siegen; † 1589 in Wittenberg), Renaissance-Gelehrter
- Johann Sturio (* 1525 in Hof (Saale); † 1561 in Wittenberg), Theologe
- Heinrich Rantzau (* 1526 auf der Steinburg bei Itzehoe; † 1598 auf Schloss Breitenburg), Statthalter von Schleswig-Holstein
- Joachim vom Berge (* 1526 in Herrendorf; † 1602 in Glogau), Diplomat und Staatsmann
- Paul Dolscius (* 1526 in Plauen; † 1589 in Halle (Saale)), Mediziner, Pädagoge und Dichter
- Charles de l’Écluse (* 1526 in Arras; † 1609 in Leiden), Arzt und Botaniker
- Andreas Ellinger (* 1526 in Orlamünde; † 1582 in Jena), Mediziner und Dichter
- Hermann Hamelmann (* 1526 in Osnabrück; † 1595 in Oldenburg), Theologe und Historiker
- Nikolaus Jagenteufel (* 1526 in Königsberg (Preußen); † 1583 in Weimar), Theologe und Pädagoge
- Johannes Matthaeus (* 1526 in Schmalkalden; † 1588 in Wittenberg), Theologe
- Andreas Pouchenius der Ältere (* 1526 in Gardelegen; † 1600 in Lübeck), Theologe
- Christian Schütz (* 1526 in Waldkappel; † 1592 in Dresden), Theologe
- Abraham Ulrich (* 1526 in Kronach; † 1577 in Zerbst), Theologe
- Kunemann Flinsbach (* 1527 in Bergzabern; † 1571 in Zweibrücken), Reformator
- Johann Hermann (* 1527 in Nördlingen; † 1605 in Breslau), Mediziner
- Tilemann Hesshus (* 1527 in Wesel; † 1588 in Helmstedt), Theologe
- Johannes Fabricius Montanus (* 1527 in Bergheim (Elsass); † 1566 in Chur), Theologe, Dichter und Universalgelehrter
- Andreas Mylius (* 1527 in Meißen; † 1594 in Gädebehn), Politiker, Diplomat, Historiker und Chronist
- Balthasar Rhau I. (* 1527 in Naumburg am Queis; † 1601 in Greifswald), Gräzist, Ethnologe, Historiker und Theologe
- Jacob Runge (* 1527 in Stargard; † 1595 in Greifswald), Theologe
- Siegfried Sack (* 1527 in Nordhausen; † 1596 in Magdeburg), Theologe
- Rudolf Clenck (* 1528 in Bremen; † 1578 in Callenberg), Theologe
- Matthäus Judex (* 1528 in Dippoldiswalde; † 1564 in Rostock), Theologe und Reformator
- Lazarus Ercker von Schreckenfels (* 1528 in Annaberg; † 1594 in Prag), Münzmeister und Autor
- Petrus Lotichius Secundus (* 1528 in Niederzell bei Schlüchtern; † 1560 in Heidelberg), Mediziner und Dichter
- Cyriacus Spangenberg (* 1528 in Nordhausen; † 1604 in Straßburg), Theologe und Historiker
- Abraham Buchholzer (* 1529 in Schöna; † 1584 in Freystadt), Theologe, Pädagoge und Historiker
- Christian Calenus (* 1529 in Femern; † 1617 in Greifswald), Mathematiker, Mediziner, Historiker und Dichter
- Nikolaus Cisnerus (* 1529 in Mosbach; † 1583 in Heidelberg), Humanist, Jurist und Lyriker
- Matthias Gunderam (* 1529 in Kronach; † 1564 in Crailsheim), Theologe
- Johannes Ligarius (* 1529 in Nesse; † 1596 in Norden), Theologe, Reformator und Konfessionalist
- Michael Neander (* 1529 in Joachimsthal; † 1581 in Jena), Mathematiker, Gräzist und Mediziner
- Daniel Rantzau (* 1529; † 1569 in Warberg), dänischer Feldhauptmann
- Samuel Selfisch (* 1529 in Erfurt; † 1615 in Wittenberg), Buchverleger
- Justus Vultejus (* 1529 in Wetter (Hessen); † 1575 in Marburg), Pädagoge und Philologe
- Georg Agricola (* 1530 in Mimbach; † 1575 in Amberg), Pädagoge, Mediziner und Humanist
- Johann Agricola (* 1530 in Spremberg; † 1590 in Bautzen), Theologe
- Lucas Bacmeister der Ältere (* 1530 in Lüneburg; † 1608 in Rostock), Theologe und Kirchenliedkomponist
- Stanislaus Bornbach (* 1530 in Warschau; † 1597 in Danzig), Chronist
- David Chyträus (* 1530 in Ingelfingen; † 1600 in Rostock), Theologe und Schulorganisator
- Matthias Colerus (* 1530 in Altenburg; † 1587 in Jena), Rechtswissenschaftler
- Andreas Fabricius (* 1530 in Chemnitz; † 1577 in Eisleben), Theologe und Dichter
- Jacob Lucius der Ältere (* 1530 in Kronstadt; † 1597 in Helmstedt), Zeichner und Buchdrucker
- Johann Magdeburg (* 1530 in Gardelegen; † 1565 in Hamburg), Dichter
- Heinrich Moller (* 1530 in Hamburg; † 1589 in Hamburg), Theologe
- Hieronymus Osius (* 1530 in Schlotheim; † 1574 in Graz), neulateinischer Dichter, Literaturwissenschaftler und Rhetoriker
- Bruno Seidel (* 1530 in Querfurt; † 1591 in Erfurt), Mediziner, Sprichwortsammler und Dichter
- Nikolaus Selnecker (* 1530 in Hersbruck; † 1592 in Leipzig), Theologe
- David Voit (* 1530 in Ronneburg; † 1589 in Wittenberg), Theologe

### 1531–1540
- Paul Crell (* 1531 in Eisleben; † 1579 in Meißen), Theologe
- Achatius Cureus (* 1531 in Marienburg; † 1594 in Osterwyk), Autor und neulateinischer Lyriker
- Johann Lauterbach (* 1531 in Löbau; † 1593 in Heilsbronn), Pädagoge, Kirchenlieddichter und Historiker
- Johannes Letzner (* 1531 in Hardegsen; † 1613 in Strodthagen), Chronist
- Heinrich Paxmann (* 1531 in Burgwedel; † 1580 in Frankfurt (Oder)), Pädagoge, Ethnologe und Mediziner
- Matthias Wesenbeck (* 1531 in Antwerpen; † 1586 in Wittenberg), Jurist
- Martinus Balticus (* 1532 in München; † 1601 in Ulm), Pädagoge, Dramatiker und Dichte
- Joachim Cureus (* 1532 in Freistadt; † 1573 in Glogau), theologischer Schriftsteller, Historiker und Mediziner
- Lorenz Dürnhofer (* 1532 in Nürnberg; † 1594 in Nürnberg), Theologe
- Owen Günther (* 1532 in Eiderstedt; † 1615 in Helmstedt), Philosoph
- Leonhard Krenzheim (* 1532 in Iphofen; † 1598 in Fraustadt), Theologe
- Georg Lysthenius (* 1532 in Naumburg; † 1596 in Dresden), Theologe
- Martin Schalling der Jüngere (* 1532 in Straßburg; † 1608 in Nürnberg), Theologe, Kirchenlieddichter und Reformator
- Friedrich Widebrand (* 1532 in Pößneck; † 1585 in Heidelberg), Theologe
- Johannes Caselius (* 1533 in Göttingen; † 1613 in Helmstedt), Humanist, Jurist und Philologe
- Gallus Dreßler (* 1533 in Nebra; † um 1585 in Zerbst), Kantor und Komponist
- Bernhard Hederich (* 1533 in Freiberg (Sachsen); † 1605 in Schwerin), Chronist, Pädagoge, Dichter und Grammatiker
- Petrus Herbert (* 1533 in Fulnek; † 1571 in Eibenschitz), Theologe und Kirchenlieddichter
- Edo Hildericus (* 1533 in Jever; † 1599 in Altdorf), Historiker, Mathematiker, Philologe und Theologe
- Timotheus Kirchner (* 1533 in Döllstädt; † 1587 in Weimar), Theologe
- Philipp Lindemann (* um 1533–1535 in Mansfeld, † 9. Januar 1563 bei Ingolstadt), Professor an der Universität Wittenberg
- Johann Major (* 1533 in Joachimsthal; † 1600 in Zerbst), Theologe, Humanist und Poet
- Valentin Weigel (* 1533 in Naundorf; † 1588 in Zschopau), Schriftsteller
- Joachim Camerarius der Jüngere (* 1534 in Nürnberg; † 1598 in Nürnberg), Mediziner, Botaniker und Naturforscher
- Samuel Eisenmenger (* 1534 in Bretten; † 1585 in Bruchsal), Mediziner, Theologe und Astrologe
- Abel Eppens (* 1534 in Equart; † 1590 in Emden), Chronist der Reformationszeit
- Johannes Ferinarius (* 1534 in Stephansdorf; † 1602 in Marburg), Pädagoge und Theologe
- Simon Pauli der Ältere (* 1534 in Schwerin; † 1591 in Rostock), Theologe
- Zacharias Ursinus (* 1534 in Breslau; † 1583 in Neustadt an der Weinstraße), Theologe und Reformator
- Johannes Borcholten (* 1535 in Lüneburg; † 1593 in Helmstedt), Rechtswissenschaftler
- Thomas Brunner (* 1535 in Landshut; † 1571 in Steyr), Autor biblischer Dramen
- Johannes Clajus (* 1535 in Herzberg (Elster); † 1592 in Bendeleben), Pädagoge, Theologe und Grammatiker
- Hieronymus Haubold (* 1535 in Frankenberg (Sachsen); † 1579 in Eferding), Pädagoge und Theologe
- Lambert Ludolph Helm (* 1535 in Deventer; † 1596 in Heidelberg), Humanist und Dichter
- Johann Josua Löner (auch: Löhner, Loner) (* um 1535 in Oelsnitz (Vogtland); † 1595 in Altenburg), Theologe
- Paul Heß (* 1536 in Breslau; † 1603 in Oels), Mediziner
- Heinrich Husanus (* 1536 in Eisenach; † 1587 in Lüneburg), Lyriker, Jurist und Diplomat
- Thomas Mauer (* 1536 in Triebel; † 1575 in Lüneburg), Theologe und Dichter
- Balthasar Menz der Jüngere (* 1537 in Niemegk; † 1617 in Wittenberg), Historiker, Chronist und kaiserlicher Poeta laureatus
- Morten Pedersen (* 1537 in Grenaa; † 1595 in Roskilde), Theologe, Historiker und Astronom
- Gregor Bersman (* 1538 in Annaberg; † 1611 in Zerbst), Philologe und lateinischer Dichter
- Andreas Schoppe (* 1538 in Lebenstedt; † 1614 in Wernigerode), Theologe, Schriftsteller und Chronist
- Jacob Madsen Vejle (* 1538 in Vejle; † 1606 in Odense), Theologe
- Christoph von Dohna (* 1539 in Mohrungen; † 1584 in Nyborg), preußischer Burggraf, dänischer Militär, Politiker und Diplomat
- Johannes Fleischer der Ältere (* 1539 in Breslau; † 1593 in Breslau), Theologe und Späthumanist
- Georg Mauritius (* 1539 in Nürnberg; † 1610 in Nürnberg), Pädagoge, Dichter und Dramatiker
- Paul Melissus (* 1539 in Mellrichstadt; † 1602 in Heidelberg), Schriftsteller, Übersetzer und Komponist
- Andreas Schato (* 1539 in Torgau; † 1603 in Wittenberg), Mathematiker, Physiker und Mediziner
- Salomon Alberti (* 1540 in Naumburg; † 1600 in Dresden), Mediziner
- Laurentius Albertus (* 1540 in Neustadt; † nach 1583 in Wien?), Sprachwissenschaftler und Grammatiker
- Pantaleon Candidus (* 1540 in Ybbs; † 1608 in Zweibrücken), Theologe, Historiker und Autor
- Michael Haslob (* 1540 in Berlin; † 1589 in Frankfurt (Oder)), Dichter und Humanist
- Thomas Jordan (* 1540 in Klausenburg; † 1586 in Brünn), Mediziner
- Bartholomäus Scultetus (* 1540 in Görlitz; † 1614 in Görlitz), Bürgermeister von Görlitz, Kartograf, Mathematiker und Astronom
- Simon Sten (* 1540 in Lommatzsch; † 1619 in Heidelberg), Pädagoge, Ethnologe, Philologe, Historiker und Literaturwissenschaftler

### 1541–1550
- Michael Grass der Ältere (* 1541 in Treptow; † 1595 in Rostock), Jurist
- Eilard von der Hude (* 1541 in Hoya; † 1606 in Verden), Chronist
- Johannes Löwenklau (* 1541 in Coesfeld; † 1594 in Wien), Rechtswissenschaftler, Gräzist und Historiker
- Wolfgang Amling (* 1542 in Münnerstadt; † 1606 in Zerbst), Theologe
- Andreas Crappius (* 1542 in Lüneburg; † 1623 in Hannover), Kirchenliedkomponist
- Georg Rollenhagen (* 1542 in Bernau; † 1609 in Magdeburg), Dichter und Pädagoge
- Petrus Albinus (* 1543 in Schneeberg; † 1598 in Dresden), Poet und Historiker
- Georg Forberger (* 1543 in Mittweida; † nach 1604), Herausgeber und Übersetzer
- Daniel Hermann (* 1543 in Neidenburg; † 1601 in Riga), Humanist und Dichter
- Valentin Schindler (* 1543 in Oederan; † 1604 in Helmstedt), Philologe und Orientalist
- Johann Friedrich von Schönberg (* 1543 in Sitzenroda; † 1614 in Falkenberg/Elster), Schriftsteller und Jurist
- Sebastian Artomedes (* 1544 in Joachimsthal; † 1602 in Danzig), Mediziner
- Konrad Bergius (* 1544 in Langenzenn; † 1592 in Königsberg (Preußen)), Theologe und Kirchenliederdichter
- Georg Besserer (* 1544 in Kolberg; † 1604 in Stettin), Pädagoge, Rhetoriker und Theologe
- Jakob Lindner (* 1544 in Mittweida; † 1606 in Naumburg), Pädagoge
- Johannes Mathesius der Jüngere (* 1544 in Kitzingen; † 1607 in Simmern), Theologe
- Heinrich Bünting (* 1545 in Hannover; † 1606 in Hannover), evangelischer Theologe und Chronist
- Johannes Dinckel (* 1545 in Tröchtelborn; † 1601 in Coburg), Theologe
- Otto von Grünrade (* 1545 in Delitzsch; † 1613 in Heidelberg), Theologe
- Ernst Ludwig von Pommern-Wolgast (* 1545 in Wolgast; † 1592 in Wolgast), Herzog
- Heinrich Maius (* 1545 in Sangerhausen; † 1607 in Heidelberg), Theologe
- Nikolaus von Reusner (* 1545 in Löwenberg; † 1602 in Jena), Rechtswissenschaftler
- Peder Aagesen (* 1546 in Kopenhagen; † 1591 in Kopenhagen), Philologe
- Tycho Brahe (* 1546 im Schloß Knudstrup; † 1601 in Prag), Astronom
- Joachim a Burck (* 1546 in Burg; † 1610 in Mühlhausen), Komponist
- Jakob Monau (* 1546 in Breslau; † 1603 in Breslau), Polyhistor
- Urban Pierius (* 1546 in Schwedt; † 1616 in Bremen), Theologe
- Johannes Pistorius der Jüngere (* 1546 in Nidda (Hessen); † 1608 in Freiburg im Breisgau), Mediziner, Historiker und Theologe
- Lorenz Rhodomann (* 1546 in Niedersachswerfen; † 1606 in Wittenberg), Pädagoge, Theologe, Historiker und Philologe
- Petrus Wesenbeck (* 1546 in Antwerpen; † 1603 in Coburg), Jurist
- Jurij Dalmatin (* 1547 in Gurkfeld; † 1589 in Laibach), slowenischer Reformator
- Samuel Fischer (* 1547 in St. Joachimsthal; † 1600 in Jena), Theologe
- Nicodemus Frischlin (* 1547 in Erzingen; † 1590 in Hohenurach), Philologe, Dramatiker und Lyriker
- Rudolf Goclenius der Ältere (* 1547 in Korbach; † 1628 in Marburg), Physiker, Mathematiker, Mediziner und Philosoph
- Samuel Huber (* 1547 in Burgdorf; † 1624 in Osterwieck), Theologe
- Martin Moller (* 1547 in Kropstädt; † 1606 in Görlitz), Mystiker und Kirchenlieddichter, gilt als Begründer der Erbauungsliteratur im Luthertum
- Paul Zwilling (* 1547 in Torgau; † 1581 in Torgau), neulateinischer Epiker
- Giordano Bruno (* 1548 in Nola bei Neapel; † 1600 in Rom), Philosoph
- Dethard Horst (* 1548 in Norden (Ostfriesland); † 1618 in Wittenberg), Rechtswissenschaftler
- Paul Mathesius (* 1548 in Joachimsthal; † 1584 in Oschatz), Theologe
- Georg Mylius (* 1548 in Augsburg; † 1607 in Wittenberg), Theologe
- Valentinus Otho (* um 1548 in Magdeburg; † 1605 in Heidelberg?), Mathematiker
- Georg Henisch (* 1549 in Bartfeld; † 1618 in Augsburg), Humanist, Pädagoge, Mediziner und Lexikograph
- Johann Narhammer (* 1549 in Mühlberg (Elbe); † 1593 in Bautzen), Theologe
- Friedrich Peters (* 1549 in Hallerspring; † 1617 in Braunschweig), Theologe und Sprichwortsammler
- Caspar Ulenberg (* 1548 in Lippstadt; † 1617 in Köln), Theologe, Dichter und Komponist
- Ägidius Hunnius der Ältere (* 1550 in Winnenden; † 1603 in Wittenberg), Theologe
- Matthias Anomäus (* 1550 in Wunsiedel; † 1614 in Steyr), Pädagoge, Mathematiker und Mediziner
- Levin Buchius (* 1550 in Werdau; † 1613 in Königsberg (Preußen)), Rechtsgelehrter
- Fabian von Dohna (* 1550 in Stuhm; † 1621 in Carwinden), Feldherr, Diplomat und Staatsmann
- Christoph Rothmann (* 1550 in Bernburg; † 1600 in Bernburg), Mathematiker und Astronom
- Wilhelm Zepper (* 1550 in Dillenburg; † 1607 in Herborn), Theologe
- Albert Voit (* um 1550 in Königsberg; † 1606 in Zerbst), Pädagoge und Literaturwissenschaftler

### 1551–1560
- Franz Hildesheim (* 1551 in Küstrin; † 1613 in Berlin), Mediziner, Historiker und Dichter
- Paul Jenisch (* 1551 in Annaberg; † 1612 in Dresden), Pädagoge und Theologe
- Christoph Corvin (* 1552 in Zürich; † 1620 in Herborn), Buchdrucker und Verleger
- Ernestus Hettenbach (* 1552 in Mergentheim; † 1616 in Wittenberg), Physiker und Mediziner
- Polykarp Leyser der Ältere (* 1552 in Winnenden; † 1610 in Dresden), Theologe
- Reinhold Heidenstein (* 1553 in Königsberg (Preußen); † 1620 in Sullenschin), Diplomat, Jurist und Chronist
- Andreas Krag (* 1553 in Ripen; † 1600 in Kopenhagen), Mathematiker, Physiker und Mediziner
- Ambrosius Pape (* 1553 in Magdeburg; † nach 1612 in Magdeburg), Theologe und Dramatiker
- Johannes Wanckel (* 1553 in Kemberg; † 1616 in Wittenberg), Historiker
- Eberhard von Weyhe (* 1553 in Hannover; † 1633 in Lüneburg), Hofbeamter, Jurist und Schriftsteller
- Sebastian von Bergen (* 1554 in Hamburg; † 1623 in Hamburg), Jurist und Staatsmann
- Nikolaus Leutinger (* 1554 in Altlandsberg; † 1612 in Osterburg), Theologe, Chronist, Lyriker und Historiker
- Hieronymus Nymmann (* 1554 in Torgau; † 1594 in Wittenberg), Mediziner
- Johann Arndt (* 1555 in Ballenstedt; † 1621 in Celle), Theologe
- Andreas Cludius (* 1555 in Osterode am Harz; † 1624 in Osterode am Harz), Rechtswissenschaftler
- Melchior Eckhart (* 1555 in Chemnitz; † 1616 in Oels), Theologe
- Andreas Libavius (* 1555 in Halle (Saale); † 1616 in Coburg), Historiker, Poet, Arzt und Chemiker
- Petrus Calaminus (* 1556 in Neurode; † 1598 in Heidelberg), Theologe
- Sibrand Lubbert (* 1556 in Langwarden; † 1625 in Franeker), Theologe
- Ernst Cothmann (* 1557 in Lemgo; † 1624 in Rostock), Jurist und Rechtswissenschaftler
- Heinrich Eckstorm (* 1557 in Elbingerode; † 1622 in Walkenried), Theologe und Pädagoge
- David Herlitz (* 1557 in Zeitz; † 1636 in Stargard), Mathematiker, Mediziner, Historiker und Dichter
- Georg von Schoenaich (* 1557 bei Sorau; † 1619 in Carolath), Humanist und Reformationsförderer
- Johann Zanger der Jüngere (* 1557 in Braunschweig; † 1607 in Wittenberg), Jurist
- Johann Georg Agricola (* 1558 in Amberg; † 1633 in Regensburg), Mediziner
- Salomon Gesner (* 1559 in Bunzlau; † 1605 in Wittenberg), Theologe
- Johann Georg Gödelmann (* 1559 in Tuttlingen; † 1611 in Dresden), Jurist, Diplomat und Hexentheoretiker
- Peter Heige (* 1559 in Stralsund; † 1599 in Dresden), Rechtswissenschaftler
- Melchior Jöstel (* 1559 in Dresden; † 1611 in Freiberg), Mathematiker und Mediziner
- Andreas von Rauchbar (* 1559 in Quedlinburg; † 1602 in Quedlinburg), Jurist
- Theodosius Fabricius (* 1560 in Nordhausen; † 1597 in Göttingen), Theologe
- Jan Gruter (* 1560 in Antwerpen; † 1627 in Bierhelderhof), Schriftsteller und Polyhistor
- Johann Halbritter (* 1560 in Michelfeld; † 1627 in Tübingen), Jurist
- Michael Heberer (* 1560 in Bretten; † nach 1623), Reiseschriftsteller und Lyriker
- Andreas von Knichen (* 1560 in Aschersleben; † 1621 in Zerbst), Rechtswissenschaftler und Politiker

### 1561–1570
- Thomas Finck (* 1561 in Flensburg; † 1656 in Kopenhagen), Mathematiker und Mediziner
- Scipione Gentili (* 1563 in San Ginesio; † 1616 in Altdorf), Jurist
- Leonhard Hutter (* 1563 in Nellingen; † 1616 in Wittenberg), Theologe
- Adam Theodor Siber (* 1563 in Grimma; † 1616 in Wittenberg), Literaturwissenschaftler, Rhetoriker und Linguist
- Ernst II. (Braunschweig-Lüneburg) (* 1564; † 1611), Fürst von Lüneburg
- Wolfgang Franz (* 1564 in Plauen; † 1628 in Wittenberg), Theologe
- Johannes Major (* 1564 in Reinstädt; † 1654 in Jena), Theologe
- Anton Matthäus I. (* 1564 in Frankenberg (Eder); † 1637 in Groningen), Rechtswissenschaftler
- David Runge (* 1564 in Greifswald; † 1604 in Wittenberg), Theologe
- Benedikt Carpzov der Ältere (* 1565 in Brandenburg a.d. Havel; † 1624 in Wittenberg), Jurist
- Bartholomäus Reusner (* 1565 in Breslau; † 1629 in Wittenberg), Rechtswissenschaftler
- Friedrich Taubmann (* 1565 in Wonsees; † 1613 in Wittenberg), Philosoph und Altphilologe
- Joachim Clan (* 1566 in Hamburg; † 1616 in Hamburg), Jurist und Bürgermeister von Hamburg
- Jan Jessenius (* 1566 in Breslau; † 1621 in Prag), Mediziner
- Georg Wecker (* 1566 in Eilenburg; † 1633 in Wittenberg), Mediziner und Physiker
- Christoph Demantius (* 1567 in Reichenberg, Böhmen; † 1643 in Freiberg (Sachsen)), Komponist
- Erich Hedemann (* 1567 in Diepholz; † 1636 in Schleswig), Jurist
- Johann Georg Volkmar (* 1567 in Lobenstein; † 1596 in Wittenberg), Theologe
- Daniel Cramer (* 1568 in Reetz; † 1637 in Stettin), Theologe, Chronist und Autor
- Johann von Fuchte (* 1568 in Antwerpen; † 1622 in Helmstedt), Theologe
- Friedrich Gerschow (* 1568 in Stettin; † 1635 in Greifswald), Jurist und Chronist
- Peter von Hagen (* 1569 in Henneberg (Ostpreußen); † 1620 in Kneiphof), Kirchenliedtexter, Pädagoge und Poet
- Lucas Bacmeister der Jüngere (* 1570 in Rostock; † 1638 in Güstrow), Theologe
- Hermann Fabronius (* 1570 in Gemünden (Wohra); † 1634 in Rotenburg an der Fulda), Theologe und Dichter
- Wolfgang Hirschbach (* 1570 in Gotha; † 1620 in Wittenberg), Rechtswissenschaftler
- Jakob Martini (* 1570 in Langenstein; † 1649 in Wittenberg), Theologe und Philosoph
- Johannes Meelführer (* 1570 in Kulmbach; † 1640 in Ansbach), Theologe, Philologe, Pädagoge und Schriftsteller
- Erasmus Schmidt (* 1570 in Delitzsch; † 1637 in Wittenberg), Philologe und Mathematiker

### 1571–1580
- Bartholomäus Battus (* 1571 in Hamburg; † 1637 in Greifswald), Theologe
- Lucas Beckmann (* 1571 in Hamburg; † 1624 in Wittenberg), Rechtswissenschaftler
- Benno Friedrich Brand von Lindau (* 1571 in Breslau; † 1625 in Breslau), Mediziner, Historiker und Lyriker
- Caspar Cunradi (* 1571 in Wabern; † 1633 in Dresden), Geograph
- Wilhelm Dilich (* 1571 in Hohne; † 1650 in Prag), Rechtswissenschaftler, Diplomat und Schriftsteller
- Otto Melander (* 1571 in Wiesenburg; † 1640 in Wiesenburg), Assessor, Mitglied der Fruchtbringenden Gesellschaft
- Guilielmus Alardus (* 1572 in Wilster; † 1645 in Krempe (Steinburg)), Lyriker und Kirchenliedkomponist
- Bartholomäus Keckermann (* um 1572 in Danzig; † 1609 in Danzig), Theologe und Philosoph
- Johann Rodenberg (* 1572 in Antwerpen; † 1617 in Greifenberg), Theologe und Dichter
- Daniel Sennert (* 1572 in Breslau; † 1637 in Wittenberg), Mediziner
- Elias Ehinger (* 1573 in Christgarten; † 1653 in Regensburg), Theologe, Pädagoge und Philologe
- Augustin Rhau (* 1573 in Greifswald; † 1621 in Wolgast), Rechtswissenschaftler und pommerischer Politiker
- Valentin Wilhelm Forster (* 1574 in Marburg; † 1620 in Wittenberg), Jurist
- Veit Holzlechner (* 1574 in Neumarkt-Sankt Veit; † 1642 in Wittenberg), Seidensticker und Bürgermeister
- Friedrich Balduin (* 1575 in Dresden; † 1627 in Wittenberg), Theologe
- Albert Grauer (* 1575 bei Perleberg; † 1617 in Weimar), Pädagoge und Theologe
- Johann Huswedel (* 1575 in Hamburg; † 1651 in Rostock), Pädagoge und Philologe
- Andreas Meinhardi (* 1575 in Pirna; † 1525 in Wittenberg), Humanist
- Christoph Deichmann (* 1576 in Burgsteinfurt; † 1648 in Hamburg), Jurist und Diplomat
- Johannes Förster (* 1576 in Auerbach (Vogtland); † 1613 in Eisleben), Theologe
- Johannes Fortmann (* 1576 in Elbingerode (Harz); † 1654 in Wernigerode), Theologe und Poet
- Erasmus Unruh (* 1576 in Torgau; † 1628 in Torgau), Rechtswissenschaftler
- Johannes Gisenius (* 1577 in Dissen; † 1658 in Lemgo), Theologe
- Ambrosius Rhode (* 1577 in Kemberg; † 1633 in Wittenberg), Mathematiker, Astronom und Mediziner
- Johann Behm (* 1578 in Königsberg; † 1648 in Königsberg), Theologe
- Hans Christoph von Ebeleben (* 1578 in Wartenburg (Elbe); † 1651 in Dresden), Jurist
- Gregor Horstius (* 1578 in Torgau; † 1636 in Ulm), Mediziner
- Johann Avenarius II. (* 1579 in Öhringen; † 1631 in Wittenberg), Rechtswissenschaftler
- Friedrich Hortleder (* 1579 in Ampfurth; † 1640 in Jena), Historiker und Politiker
- Christian Sledanus (* 1579 in Rostock; † 1646 in Schleswig), Theologe und Geistlicher
- Foppe van Aitzema (* 1580 in Dokkum; † 1637 in Wien), Jurist und Politiker
- Christian Becmann (* 1580 in Steinbach; † 1648 in Zerbst), Pädagoge und Theologe
- Peter Crüger (* 1580 in Königsberg; † 1639 in Danzig), Philologe, Astronom und Mathematiker
- Matthias Hoë von Hoënegg (* 1580 in Wien; † 1645 in Dresden), Theologe und kurfürstlicher Berater
- Michael Caspar Lundorp (* 1580 in Frankfurt am Main; † 1629 in Frankfurt am Main), Historiker und Schriftsteller
- Heinrich Velstein der Jüngere (* 1580 in Lauenstein; † 1611 in Wittenberg), Ethnologe

### 1581–1590
- Johann Himmel (* 1581 in Stolpe (Peene); † 1642 in Jena), Theologe
- Levin von der Schulenburg (* 1581 in Libbesdorf; † 1640 in Schochwitz), Landrat in Anhalt
- Johann Gerhard (* 1582 in Lügde; † 1637 in Münster), Kartograph, Mediziner, Mathematiker und Physiker
- Johannes Gigas (* 1582 in Osten (Oste); † 1637 in Hamburg), Theologe
- Nicolaus Hardkopf (* 1582 in Leipzig; † 1650 in Leipzig), Theologe
- Heinrich Höpfner (* 1582 in Presenke auf Wittow (Rügen); † 1642 in Drigge (Rügen)), Theologe
- Barthold von Krakewitz (* 1582 in Groß Salze; † 1642 in Braunschweig), Pädagoge und Theologe
- Daniel Mönchmeier (* 1582 in Quedlinburg; † 1635 in Jena), Theologe
- Zachäus Faber der Jüngere (* 1583 in Torgau (Röcknitz); † 12. Dezember 1632 in Chemnitz), Theologe und Kirchenlieddichter
- Oswald Hilliger (* 1583 in Freiberg (Sachsen); † 1619 in Jena), Rechtswissenschaftler
- Helfrich Ulrich Hunnius (* 1583 in Marburg; † 1636 in Köln), Rechtswissenschaftler
- Hermann Latherus (* 1583 in Husum; † 1640 in Husum), Jurist
- Axel Oxenstierna (* 1583 in Gut Fanö; † 1654 in Stockholm), schwedischer Staatsmann
- Christoph Crinesius (* 1584 in Schlackenwalde in Böhmen; † 1629 in Altdorf bei Nürnberg), Orientalist, Linguist und Philologe
- Petrus Fritze (* 1584 in Spandau; † 1648 in Berlin), Diplomat und Jurist
- Christian Matthiae (* 1584 in Epenwöhrden; † 1655 in Utrecht), Theologe
- Ernst von Börstel (* 1585; † 1623), Oberhofmarschall
- Gregor Francke (* 1585 in Taucha; † 1651 in Frankfurt (Oder)), Theologe
- Nikolaus Hunnius (* 1585 in Marburg; † 1643 in Bremen), Theologe
- Joseph Clauder (* 1586 in Neustadt an der Orla; † 1653 in Altenburg), Theologe, Kirchenliedkomponist und Dichter
- Nikolaus Elerdt (* 1586 in Wusterhausen/Dosse; † 1637 in Berlin), Theologe und Liederdichter
- Christian Liebenthal (* 1586 in Soldin; † 1647 in Klagenfurt), Jurist und Philosoph
- Caspar von Barth (* 1587 in Küstrin; † 1658 in Leipzig), Philologe
- Johann Bergius (* 1587 in Stettin; † 1658 in Berlin), Theologe
- Sigismund Evenius (* 1587 in Nauen; † 1639 in Weimar), Pädagoge
- Johann Fabricius (* 1587 in Resterhafe; † 1617 in Marienhafe), Mediziner und Astronom
- Balthasar Meisner (* 1587 in Dresden; † 1626 in Wittenberg), Theologe und Ethiker
- Thomas Reinesius (* 1587 in Gotha; † 1667 in Leipzig), Mediziner und Philologe
- Paul Röber (* 1587 in Wurzen; † 1651 in Wittenberg), Theologe
- Kuno von Alvensleben (* 1588 in Friedeburg; † 1638 in Calbe (Saale)), Theologe und Mitglied der Fruchtbringenden Gesellschaft
- Johannes Maccovius (* 1588 in Lobzenik; † 1644 in Franeker), Theologe
- Cölestin Myslenta (* 1588 in Kutten; † 1653 in Königsberg), Theologe
- Wilhelm Nigrinus (* 1588 in Kaaden; † 1638 in Wittenberg), Ethnologe
- Hans Heinrich von Wuthenau (* 1588 in Cösitz; † 1638 in Cösitz), Hofmarschall, Mitglied der Fruchtbringenden Gesellschaft
- Georg Andreas Fabricius (* 1589 in Herzberg; † 1645 in Göttingen), Pädagoge und Polyhistor
- Jeremias Spiegel (* 1589 in Langensalza; † 1637 in Kemberg), Theologe und Rhetoriker
- Johannes Vogel (* 1589 in Nürnberg; † 1663 in Nürnberg), Theologe und Lyriker
- Martin Zeiller (* 1589 in Ranten; † 1661 in Ulm), Schriftsteller
- Karl Gustav von Hille (* 1590 in Zachau; † 1647 in Allersheim), Hofbeamter und Mitglied der Fruchtbringenden Gesellschaft
- Georg König (* 1590 in Amberg; † 1654 in Altdorf), Theologe
- Johann Matthäus Meyfart (* 1590 in Jena oder bei Waltershausen; † 1642 in Erfurt), Theologe, Pädagoge, Rhetoriker, Schriftsteller und Kirchenlieddichter
- Jeremias Reusner (* 1590 in Löwenberg in Schlesien; † 1652 in Wittenberg), Rechtswissenschaftler

### 1591–1600
- August Buchner (* 1591 in Dresden; † 1661 in Apollensdorf), Hochschullehrer und Rhetoriker
- Johann Jacob Reiter (* 1591 in Graz; † 1623 in Leipzig), Mediziner
- Marcus Banzer (* 1592 in Augsburg; † 1664 in Wittenberg), Mediziner
- Christian Gueintz (* 1592 in Kohlo; † 1650 in Halle (Saale)), Pädagoge und Sprachgelehrter
- Sigismund Heusner von Wandersleben (* 1592 in Coburg; † 1645 in Wittenberg), Offizier und Politiker
- Wilhelm Leyser I. (* 1592 in Braunschweig; † 1649 in Meißen), Theologe
- Tobias Michael (* 1592 in Dresden; † 1657 in Leipzig), Komponist und Thomaskantor
- Jiří Třanovský (* 1592 in Teschen; † 1637 in Sankt Nikolaus in der Liptau), Dichter und Komponist
- Samuel Edel (* 1593 in Türkheim; † 1652 in Ulm), Theologe
- Johann Dilliger (* 1593 in Eisfeld; † 1647 in Coburg), Theologe und Komponist
- Paul Felgenhauer (* 1593 in Puschwitz; † 1677 in Bremen), Theologe
- Abraham von Franckenberg (* 1593 in Ludwigsdorf; † 1652 in Ludwigsdorf), Mystiker
- Michael Walther der Ältere (* 1593 in Nürnberg; † 1662 in Celle), Theologe
- Gustav II. Adolf von Schweden (* 1594 in Stockholm; † 1632 in Lützen), König von Schweden
- Sebastian Meier (* 1594 in Lübeck; † 1664 in Lübeck), Mediziner und Pädagoge
- Johannes Cothmann (* 1595 in Herford; † 1650 in Rostock), Theologe
- Kaspar Ebel (* 1595 in Gießen; † 1664 in Gießen), Pädagoge, Logiker und Metaphysiker
- Menno Hanneken (* 1595 in Blexen; † 1671 in Lübeck), Theologe
- Andreas Kesler (* 1595 in Coburg; † 1643 in Coburg), Theologe
- Hempo von dem Knesebeck (* 1595 in Tylsen; † 1656 in Tylsen), Hofmeister in Anhalt
- Johannes Scharff (* 1595 in Kroppenstedt; † 1660 in Wittenberg), Theologe und Philosoph
- Jacob Lossius (* 1596 in Dippoldiswalde; † 1663 in Borna), Theologe
- Arnold Mengering (* 1596 in Halle (Saale); † 1647 in Halle (Saale)), Theologe
- Christoph Wacke (* 1596 in Naumburg; † 1649 in Coswig (Anhalt)), Rechtswissenschaftler
- Johann Georg Dorsche (* 1597 in Straßburg; † 1659 in Rostock), Theologe
- David Gloxin (* 1597 in Burg auf Fehmarn; † 1671 in Lübeck), Bürgermeister und Diplomat von Lübeck
- Georg Lilien (* 1597 in Dresden; † 1666 in Berlin), Theologe
- Martin Opitz (* 1597 in Bunzlau; † 1639 in Danzig), Dichter
- Johannes Schöner der Jüngere (* 1597 in Edinburgh; † 1656 in Stralsund), Mediziner
- Abdias Trew (* 1597 in Ansbach; † 1669 in Altdorf), Theologe, Mathematiker und Astronom
- Johann Crüger (* 1598 in Groß Breesen; † 1662 in Berlin), Komponist
- Johann(es), Müller (* 1598 in Breslau; † 1672 in Hamburg), Theologe
- Friedrich Schultze (* 1598 in Wiesenburg/Mark; † 1677 in Torgau), Theologe
- Gottfried Cundisius (* 1599 in Radeberg; † 1651 in Jena), Theologe
- Johann Georg Pelshofer (* 1599 in Graz; † 1637 in Wittenberg), Mediziner
- Adam Heinrich von Quingenberg (* 1599; † 1631 in Werben), Verwaltungsbeamter
- Werner Rolfinck (* 1599 in Hamburg; † 1673 in Jena), Arzt, Naturforscher und Botaniker
- Georg Schultze (* 1599 in Löwenberg; † 1634 in Wittenberg), Rechtswissenschaftler
- Johann Botsack (* 1600 in Herford; † 1674 in Danzig), Theologe
- Matthias von Krockow (* 1600 in Polen; † 1675 in Kolberg), Staatsmann, Diplomat und Verwaltungsjurist
- Balthasar Rhau II. (* 1600 in Greifswald; † 1658 in Stralsund), Logiker, Metaphysiker und Theologe
- Nicolaus Zapf (* 1600 in Milbitz; † 1672 in Weimar), Theologe

## 1601–1700

### 1601–1610
- Joachim Betke (* 1601 in Berlin; † 1663 in Linum (Fehrbellin)), Theologe und Spiritualist
- Josephus Adjutus (* 1602 in Ninive (Mosul); † 1668 in Wittenberg), Theologe
- Johann Fromhold (* 1602 in Küstrin; † 1653 in Regensburg), Staatsmann und Diplomat
- Johann Hülsemann (* 1602 in Esens; † 1661 in Leipzig), Theologe
- Andreas Kunad (* 1602 in Döbeln; † 1662 in Wittenberg), Pädagoge und Theologe
- Michael Ludovici (* 1602 in Coburg; † 1680 in Wismar), Theologe
- Jacob Weller (* 1602 in Markneukirchen; † 1664 in Dresden), Theologe
- Nicolaus Jarre (* 1603 in Hamburg; † 1678 in Hamburg), Hamburger Bürgermeister und Jurist
- Simon Pauli der Jüngere (* 1603 in Rostock; † 1680 in Kopenhagen), Mediziner
- Johann Michael Dilherr (* 1604 in Themar; † 1669 in Nürnberg), Theologe und Philologe
- Gottfried Olearius (* 1604 in Halle (Saale); † 1685 in Halle (Saale)), Theologe und Chronist
- Balthasar Balduin (* 1605 in Dresden; † 1652 in Regensburg), Theologe
- Christian Carpzov (* 1605 in Colditz; † 1642 in Frankfurt (Oder)), Jurist
- Simon Dach (* 1605 in Memel; † 1659 in Königsberg (Preußen)), Dichter
- Theodor Lente (* 1605 in Osnabrück; † 1668 in Kopenhagen), deutscher Kanzler, königlich dänisch-norwegischer Rat und Diplomat
- Konrad Balthasar Pichtel (* 1605 in Amberg; † 1656 in Amberg), Jurist
- Martin Weise (* 1605 in Lübben; † 1693 in Berlin), Mediziner
- Christoph Althofer (* 1606 in Hersbruck; † 1660 in Kulmbach), Theologe
- Johannes Fürsen (* 1606 in Hamburg; † 1673 in Hamburg), Theologe
- Andreas Mylius (* 1606 in Königsberg (Preußen); † 1649 in Königsberg (Preußen)), Philologe und Pädagoge
- Johann Georg Reinhard (* 1606 in Berlin; † 1672 in Berlin), Jurist und Verwaltungsbeamter
- Arvid Wittenberg (* 1606; † 1657), schwedischer Offizier und Feldmarschall
- Konrad Barthels (* 1607 in Halberstadt; † 1662 in Meißen), Theologe
- Andreas Heinrich Bucholtz (* 1607 in Schöningen; † 1671 in Braunschweig), Theologe und Schriftsteller
- Johann Benedikt Carpzov I. (* 1607 in Rochlitz; † 1657 in Leipzig), Theologe
- Paul Gerhardt (* 1607 in Gräfenhainichen; † 1676 in Lübben), Theologe
- Christian Keimann (* 1607 in Deutsch Pankraz (Böhmen); † 1662 in Zittau), Pädagoge und Dichter
- Christoph Notnagel (* 1607 in Hildburghausen oder Hilperhausen; † 1666 in Wittenberg), Mathematiker und Astronom
- Johann Brunnemann (* 1608 in Cölln; † 1672 in Frankfurt (Oder)), Jurist
- Martin Caselius (* 1608 in Bergwitz; † 1656 in Altenburg), Theologe
- Zacharias Lund (* 1608 in Nybøl; † 1667 in Kopenhagen), Dichter und Philologe
- Georg Werner (* 1608 in Bopfingen; † 1671 in Helmstedt), Rechtswissenschaftler
- Christian Dreier (* 1610 in Stettin; † 1688 in Königsberg), Theologe
- Johann Michael Fehr (* 1610 in Kitzingen; † 1688 in Schweinfurt), Mediziner
- Martin Heins (* 1610 in Spandau; † 1667 in Frankfurt (Oder)), Theologe und Historiker
- Hans Jakob von Koseritz (* 1610 in Burgkemnitz; † 1648 in Wittenberg), Mitglied der Fruchtbringenden Gesellschaft
- Hieronymus Kromayer (* 1610 in Zeitz; † 1670 in Leipzig), Theologe

### 1611–1620
- Johannes Olearius (* 1611 in Halle; † 1684 in Weißenfels), Theologe und Hymnologe
- Michael Behm (* 1612 in Königsberg; † 1650 in Königsberg), Theologe
- Samuel von Butschky (* 1612 in Breslau; † 1678 in Breslau), Schriftsteller
- Abraham Calov (* 1612 in Mohrungen; † 1686 in Wittenberg), Theologe
- August Carpzov (* 1612 in Colditz; † 1683 in Coburg), Jurist und Staatsmann
- Michael Schneider (* 1612 in Bitterfeld; † 1639 in Wittenberg), Philosoph
- Justus Georg Schottelius (* 1612 in Einbeck; † 1676 in Wolfenbüttel), Dichter und Sprachgelehrter
- Augustin Strauch (* 1612 in Delitzsch; † 1674 in Regensburg), Rechtswissenschaftler und Diplomat
- Johann Sebastian Mitternacht (* 1613 in Hardisleben, Thüringen; † 1679 in Zeitz), Theologe, Rhetoriker, Pädagoge, Dramatiker und Dichter
- Balthasar Cellarius (* 1614 in Rottleben; † 1689 in Helmstedt), Theologe
- Martin Geier (* 1614 in Leipzig; † 1680 in Freiberg), Theologe
- Konrad Viktor Schneider (* 1614 in Bitterfeld; † 1680 in Wittenberg), Mediziner
- Daniel Heinrici (* 1615 in Chemnitz; † 1666 in Leipzig), Theologe
- Johannes Tobias Major (* 1615 in Jena; † 1655 in Jena), Theologe
- Johannes Meisner (* 1615 in Torgau; † 1681 in Wittenberg), Theologe
- Johannes Brever (* 1616 in Eisfeld; † 1700 in Riga), Theologe
- Johann Klaj (* 1616 in Meißen; † 1656 in Kitzingen), Dichter
- Johann Andreas Quenstedt (* 1617 in Quedlinburg; † 1688 in Wittenberg), Theologe
- Konstantin Ziegra (* 1617 in Döbeln; † 1691 in Wittenberg), Physiker und Theologe
- Johann Bellin (* 1618 in Großschönfeld; † 1660 in Wismar), Grammatiker
- Gottfried Christian Bose (* 1619 in Leipzig; † 1671 in Leipzig), Theologe
- Johann Friedrich König (* 1619 in Dresden; † 1664 in Rostock), Theologe
- Philipp von Zesen (* 1619 in Priorau bei Dessau; † 1689 in Hamburg), Dichter
- August Augspurger (* 1620 in Prag; † 1675 in Weißenfels), Sprachwissenschaftler, Lyriker und Epigrammatiker
- Friedrich von Jena (* 1620 in Zerbst; † 1682 in Berlin), Rechtswissenschaftler, Diplomat und Staatsmann
- Peter Musaeus (* 1620 in Langenwiesen; † 1674 in Kiel), Theologe, Logiker und Metaphysiker

### 1621–1630
- Andreas Fromm (* 1621 in Plänitz; † 1683 in Strahov), Pädagoge, Komponist und Theologe
- Johann Ernst Gerhard der Ältere (* 1621 in Jena; † 1668 in Jena), Theologe
- Caspar Ziegler (* 1621 in Leipzig; † 1690 in Wittenberg), Jurist, Dichter und Komponist
- Michael Schernack (* 1622 in Treuenbrietzen; † 7. Februar 1675 in Wittenberg), Pfarrer, Liederdichter
- Johannes Colberg (* 1623 in Kolberg; † 1687 in Greifswald), Theologe
- David Schirmer (* 1623 in Pappendorf; † 1686 in Dresden), Lyriker
- Gottfried von Jena (* 1624 in Zerbst; † 1703 in Halle (Saale)), Rechtswissenschaftler, Diplomat und Politiker
- Daniel Klesch (* 1624 in Iglo; † 1697 in Berlin), Theologe und Lyriker
- Samuel Pomarius (* 1624 bei Winzig; † 1683 in Lübeck), Theologe
- Johann Thomasius (* 1624 in Leipzig; † 1679 in Altenburg), Rechtswissenschaftler, Staatsmann und Dichter
- Johann Deutschmann (* 1625 in Jüterbog; † 1706 in Wittenberg), Theologe
- Johann Andreas Lucius (* 1625 in Dresden; † 1686 in Dresden), Theologe
- Elias Siegesmund Reinhard (* 1625 in Halle (Saale); † 1669 in Leipzig), Theologe
- Matthias Wasmuth (* 1625 in Kiel; † 1688 in Kiel), Orientalist und Theologe
- Josua Arnd (* 1626 in Güstrow; † 1687 in Güstrow), Theologe, Historiker und Kirchenlieddichter
- Werner Theodor Martini (* 1626 in Salzwedel; † 1685 in Wittenberg), Rechtsgelehrter
- Johann Georg Lorenz (* 1627 in Schmannewitz; † 1689 in Schulpforta), Pädagoge
- Johann Georg Schoch (* 1627 in Leipzig; † um 1690), Lyriker, Dramatiker und Übersetzer
- Caspar Leyser (* 1628 in Leipzig; † 17. Mai 1699 in Wittenberg), Hofgerichts und Consistorialadvokat, Ratsherr und regierender Bürgermeister in Wittenberg
- Andreas Concius (* 1628 in Narzym; † 1682 in Königsberg (Preußen)), Mathematiker
- Justus Sieber (* 1628 in Einbeck; † 1695 in Schandau), Theologe, Philologe und Dichter
- Esdras Edzardus (* 1629 in Hamburg; † 1708 in Hamburg), Orientalist, Privatgelehrter und Aktivist der Judenmission
- Konrad Feuerlein (* 1629 in Schwabach; † 1704 in Nürnberg), Theologe und Kirchenliedkomponist
- Friedrich Viccus (* 1629 in Breslau; † 1697 in Breslau), Theologe
- Johann Georg Wilke (* 1630 in Dresden; † 1691 in Meißen), Pädagoge
- Martin Lipenius (* 1630 in Götz; † 1692 in Lübeck), Pädagoge und Bibliograph
- Andreas Müller (* 1630 in Greifenhagen; † 1694 in Stettin), Theologe und Philologe
- Karl Seyffahrt (* 1630 in Halle (Saale); † 1681 in Gröbzig), Theologe und Lyriker
- Elias Ladiver (* um 1630/33 in Silein; † 1686 in Eperies), Pädagoge und Dramatiker

### 1631–1640
- Erich Mauritius (* 1631 in Itzehoe; † 1691 in Wetzlar), Rechtswissenschaftler
- Heinrich Müller (* 1631 in Lübeck; † 1675 in Rostock), Schriftsteller, Kirchenlieddichter und Theologe
- Augustinus Balthasar (* 1632 in Anklam; † 1688 in Greifswald), Theologe
- Balthasar Bebel (* 1632 in Straßburg; † 1686 in Wittenberg), Theologe
- Heinrich Elmenhorst (* 1632 in Parchim; † 1704 in Hamburg), Theologe und Kirchenlieddichter
- Jacob Henning (* 1633 in Greifswald; † 1704 in Greifswald), Theologe
- Johannes Herbinius (* 1632 in Pietschen; † 1676 in Graudenz), Pädagoge und Theologe
- Christoph Klesch (* 1632 in Iglo; † 1706 in Erfurt), Theologe und Lyriker
- Michael Bergmann (* 1633 in Pirna; † 1675 in Woltin), Autor von Nachschlagewerken
- Gebhardt Theodor Meier (* 1633 in Hannover; † 1693 in Helmstedt), Mediziner
- Adrian Beier der Jüngere (* 1634 in Jena; † 1712 in Jena), Jurist
- Johann Daniel Major (* 1634 in Hannover; † 1693 in Helmstedt), Ethnologe und Theologe
- Johann Praetorius (* 1634 in Quedlinburg; † 1705 in Halle (Saale)), Pädagoge, Astronom und Musiker
- Rudolf Capell (* 1635 in Hamburg; † 1684 in Hamburg), Pädagoge, Historiker und Philologe
- Georg Kaspar Kirchmaier (* 1635 in Uffenheim; † 1700 in Wittenberg), Universalgelehrter
- Samuel Schultze (* 1635 in Eddelak; † 1699 in Hamburg), Theologe
- Jakob Andreas Crusius (* 1636 in Hannover; † 1680 in Hannover), Jurist
- Johannes Fecht (* 1636 in Sulzberg (Oberallgäu); † 1716 in Rostock), Theologe
- Georg Green (* 1636 in Tremsbüttel; † 1691 in Heidelberg), Theologe, Poet und Historiker
- Balthasar Kindermann (* 1636 in Zittau; † 1706 in Magdeburg), Dichter
- Caspar Löscher (* 1636 in Werda; † 1718 in Wittenberg), Theologe
- Otto Praetorius (* 1636 in Cölln; † 1668 in Wittenberg), Poet und Historiker
- Philipp Ludwig Hanneken (* 1637 in Marburg; † 1706 in Wittenberg), Theologe
- Johannes Kunckel (* um 1637/1642 in Plön; † 1703 in Dreißighufen bei Pernau), Alchimist
- Johann Samuel Adami (* 1638 in Dresden; † 1713 in Pretzschendorf), Theologe, Schriftsteller und Sprachforscher
- David Elias Heidenreich (* 1638 in Leipzig; † 1688 in Weißenfels), Dichter, Dramatiker und Übersetzer
- Michael Walther der Jüngere (* 1638 in Aurich; † 1692 in Wittenberg), Mathematiker und Theologe
- Matthias Miles (* 1639 in Mediasch; † 1686 in Hermannstadt), Historiker
- Heinrich Mühlpfort (* 1639 in Breslau; † 1681 in Breslau), Dichter
- Johann Heinrich Hävecker (* 1640 in Calbe/Saale; † 1722 in Calbe/Saale), Theologe und Chronist
- Johann Ludwig Hartmann (* 1640 in Rothenburg ob der Tauber; † 1680 in Rothenburg ob der Tauber), Theologe und Volksschriftsteller
- Johann Adolph Höltich (* 1641 in Bergedorf; † 1704 in Lübeck), Doktor beider Rechte, Stadtschreiber von Mölln und Jurist zu Lübeck
- August Pfeiffer (* 1640 in Lauenburg/Elbe; † 1698 in Lübeck), Theologe, Orientalist und Schriftsteller
- Abraham von Schönberg (* 1640 in Freiberg; † 1711 in Freiberg), Oberberghauptmann
- Balthasar Stolberg (* 1640 in Mittweida; † 1684 in Wittenberg), Philologe
- Samuel Stryk (* 1640 in Lenzen; † 1710 in Halle (Saale)), Jurist

### 1641–1650
- Eberhard Anckelmann (* 1641 in Hamburg; † 1703 in Hamburg), Theologe, Sprachforscher und Orientalist
- Daniel Bärholz (* 1641 in Elbing; † 1688 in Elbing), Ratsherr und Barockdichter
- Paul Georg Krüsike (* 1641 in Schleswig; † 1723 in Hamburg), Dichter
- Christian Röhrensee (* 1641 in Ehrenberg; † 1706 in Wittenberg), Ethiker und Politikwissenschaftler
- Konrad Samuel Schurzfleisch (* 1641 in Korbach; † 1708 in Wittenberg), Jurist und Historiker
- Adam Tribbechov (* 1641 in Lübeck; † 1687 in Gotha), Theologe, Historiker und Ethnologe
- Christoph Franck (* 1642 in Nürnberg; † 1704 in Kiel), Theologe
- Christian Lehmann der Jüngere (* 1642 in Scheibenberg; † 1723 in Freiberg), Theologe
- Martin von Kempe (* 1642 in Königsberg; † 1683 in Königsberg), Dichter und Übersetzer
- Daniel Wilhelm Moller (* 1642 in Preßburg; † 1712 in Altdorf), Polyhistor
- Franz Heinrich Höltich (* 1643 in Bergedorf; † 1676 in Groß-Salze), Doktor beider Rechte, Jurist und Syndikus zu Groß-Salze
- Georg Ludwig Agricola (* 1643 in Großfurra; † 1676 in Gotha), Musiker
- Georg Franck von Franckenau (* 1643 in Naumburg; † 1704 in Kopenhagen), Mediziner und Botaniker
- Johann Wilhelm Hilliger (* 1643 in Chemnitz; † 1705 in Chemnitz), Theologe
- Christian Franz Paullini (* 1643 in Eisenach; † 1712 in Eisenach), Arzt, Universalgelehrter und Autor
- Johann Joachim Zentgraf (* 1643 in Straßburg; † 1707 in Straßburg), Theologe
- Jeremias Lossius (* 1643 in Borna; † 1684 in Wittenberg), deutscher Mediziner
- David Clodius (* 1644 in Hamburg; † 1687 in Gießen), Orientalist und Theologe
- Gottfried Händel (* 1644 in Bayreuth; † 1698 in Bayreuth), Theologe und Lieddichter
- Christoph Kormart (* 1644 in Leipzig; † 1701 in Dresden), Schriftsteller und Übersetzer
- Johann Heinrich Horb (* 1645 in Colmar; † 1695 in Schleems), Theologe
- Balthasar Köpke (* 1646 in Nennhausen; † 1711 in Nauen), Theologe
- Samuel Benedict Carpzov (* 1647 in Leipzig; † 1707 in Dresden), Poet und Theologe
- Johann Diecmann (* 1647 in Stade; † 1720 in Stade), Pädagoge und Theologe
- August Adolph von Haugwitz (* 1647 in Uebigau; † 1706 in Neschwitz), Lyriker und Dramatiker
- Johann Friedrich Hertzog (* 1647 in Dresden; † 1699 in Dresden), Jurist und Dichter
- Theodor Dassov (* 1648 in Hamburg; † 1721 in Rendsburg), Linguist und Theologe
- Andreas Gunesch (* 1648 in Hermannstadt; † 1703 in Hermannstadt), Theologe und Historiker
- David Hollaz (* 1648 in Wulkow; † 1713 in Jakobshagen), Theologe
- Johann Andreas Mauersberger der Ältere (* 1649 in Treschen; † 1693 in Panthenau), Theologe, Epigrammatiker, Dichter und Schriftsteller
- Andreas Mylius (* 1649 in Zschepplin; † 1702 in Leipzig), Rechtswissenschaftler
- Johann Wilhelm Petersen (* 1649 in Osnabrück; † 1727 auf dem Gut Thymern bei Lübars (Möckern)), Theologe, Mystiker und Chiliast
- Johann Betichius (* 1650 in Steckby; † 1722 in Zerbst), Kirchenliedkomponist
- Joachim Gerstenbüttel (* 1650 in Wismar; † 1721 in Hamburg), Komponist
- Franz Julius Lütkens (* 1650 in Dellien; † 1712 in Kopenhagen), Theologe
- Johann Friedrich Mayer (* 1650 in Leipzig; † 1712 in Stettin), Theologe
- Johann Karl Naeve (* um 1650 in Chemnitz; † 1714 in Wittenberg), Rechtswissenschaftler

### 1651–1660
- Johann Nikolaus Hert (* 1651 in Niederklee; † 1710 in Gießen), Rechtswissenschaftler
- Georg Friedrich Meinhart (* 1651 in Ohrdruf; † 1718 in Sondershausen), Theologe
- Balthasar Mentzer III (* 1651 in Rinteln; † 1727 in Hamburg), Mathematiker
- Christian Vater (* 1651 in Jüterbog; † 1732 in Wittenberg), Mediziner
- Abraham Hinckelmann (* 1652 in Döbeln; † 1695 in Hamburg), Theologe
- Johann Burchard May (* 1652 in Pforzheim; † 1726 in Kiel), Philologe und Historiker
- Christoph Porsch (* 1652 in Elbing; † 1713 in Elbing), Theologe und Dichter
- Johann Baptist Röschel (* 1652 in Ödenburg; † 1712 in Wittenberg), Physiker und Theologe
- Johann Friedrich Gleditsch (* 1653 in Eschendorf; † 1716 in Leipzig), Verleger
- Valentin von Greißing (* 1653 in Kronstadt; † 1701 in Kronstadt), Pädagoge, Theologe und Philologe
- Johann Heinrich May der Ältere (* 1653 in Pforzheim; † 1719 in Gießen), Theologe, Philologe und Historiker
- Andreas Acoluthus (* 1654 in Bernstadt; † 1704 in Breslau), Orientalist und Sprachforscher
- Johann Andreas Danz (* 1654 in Sundhausen bei Gotha; † 1727 in Jena), Theologe und Orientalist
- Nicolaus Ludwig Esmarch (* 1654 in Klixbüll; † 1719 in Herzhorn), Lyriker und Theologe
- Ernst Glück (* 1654 in Wettin; † 1705 in Moskau), Theologe und Bibelübersetzer
- Johann Gottfried Zeidler (* 1655 in Fienstedt; † 1711 in Halle (Saale)), Theologe und Schriftsteller
- Adam Erdmann Mirus (* 1656 in Adorf (Vogtland); † 1728 in Zittau), Pädagoge, Orientalist, Schriftsteller und Lexikograf
- Gottfried Pabst von Ohain (* 1656 in Mohorn; † 1726 in Gottfriedsburg), Münzbeamter
- Peter Theodor Seelmann (* 1656 in Ödenburg; † 1730 in Hamburg), Theologe
- Johann Heinrich von Berger (* 1657 in Gera; † 1732 in Wien), Jurist
- Caspar Heinrich Horn (* 1657 in Freiberg (Sachsen); † 1718 in Wittenberg), Rechtswissenschaftler
- Martin Knorre (* 1657 in Halle (Saale); † 1699 in Leipzig) Mathematiker
- Andreas David Carolus (* 1658 in Calw; † 1707 in Kirchheim unter Teck), Theologe
- Georg Christian Joannis (* 1658 in Marktbreit; † 1735 in Zweibrücken), Theologe und Historiker
- Johann Christoph Männling (* 1658 in Wabnitz; † 1723 in Stargard), Dichter und Schriftsteller
- Johann Mentzer (* 1658 in Jahmen; † 1734 in Kemnitz), Theologe und Kirchenlieddichter
- Johann Gottfried von Berger (* 1659 in Halle (Saale); † 1736 in Wittenberg), Mediziner
- Marcus Fronius (* 1659 in Kronstadt; † 1713 in Kronstadt), Theologe und Pädagoge
- Adam Herold (* 1659 in Dresden; † 1711 in Eilenburg), Pädagoge und Theologe
- Johann Jänichen (* 1659 in Kamenz; † 1731 in Halle (Saale)), Pädagoge und Dichter
- Martin Kelp (* 1659 in Halvelagen; † 1694 in Meschen), Theologe, Historiker und Pädagoge
- Peter Lackmann (* 1659 in Lübeck; † 1713 in Oldenburg in Holstein), Theologe und Kirchenlieddichter
- Wilhelm Ernst Tentzel (* 1659 in Greußen an der Helbe; † 1707 in Dresden), Gelehrter, Historiograph und Numismatiker
- Christian Gerber (* 1660 in Görnitz; † 1731 in Lockwitz), Theologe und Schriftsteller
- Gregor Nitzsch (* 1660 in Zitzschewig; † 1705 in Eutin), Ethnologe, Staatswissenschaftler und Rechtswissenschaftler

### 1661–1670
- Theodor Horn (* 1661 in Rappin; † 1736 in Greifswald), Philosoph
- Johann Georg Neumann (* 1661 in Mörz; † 1709 in Wittenberg), Theologe und Kirchenhistoriker
- Georg Pasch (* 1661 in Danzig; † 1707 in Kiel), Ethnologe, Logiker und Theologe
- Tobias Eckhard (* 1662 in Jüterbog; † 1737 in Quedlinburg), Pädagoge, Theologe und Philologe
- Johann Christoph Ernesti (* 1662 in Keula; † 1722 in Tennstedt), Theologe
- Christian Andreas Siber (* 1662 in Schandau; † 1704 in Tennstedt), Pädagoge und Theologe
- Johann Andreas Eisenbarth (* 1663 in Oberviechtach; † 1727 in Hann. Münden), Handwerkschirurg, Wundarzt und Starstecher
- Christian August Hausen der Ältere (* 1663 in Sangerhausen; † 1733 in Dresden), Theologe und Historiker
- Georg Friedrich Schröer (* 1663 in Jauer; † 1739 in Wittenberg), Theologe
- Johann Christoph Wichmannshausen (* 1663 in Ilsenburg; † 1727 in Wittenberg), Orientalist
- Gerhard Meier (* 1664 in Hamburg; † 1723 in Bremen), Pädagoge und Theologe
- Heinrich Leonhard Schurzfleisch (* 1664 in Korbach; † 1722 in Weimar), Jurist, Historiker und Bibliothekar
- Georg Beyer (* 1665 in Leipzig; † 1714 in Wittenberg), Jurist und Rechtslehrer
- Johann Hieronymus von Wedig (* 1665 in Halle (Saale); † 1712 in Wittenberg), Pädagoge und Theologe
- Georg Andreas Helwig (* 1666 in Angerburg; † 1748 in Angerburg), Theologe und Botaniker
- Gottfried Arnold (* 1666 in Annaberg; † 1714 in Perleberg), Theologe
- Georg Tobias Pistorius (* 1666 in Ullstadt; † 1745 in Weikersheim), Jurist und Historiker
- Johann Franz Buddeus (* 1667 in Anklam; † 1729 in Gotha), Ethnologe und Theologe
- Hieronymus Dathe (* 1667 in Hamburg; † 1707 in Annaberg), Theologe
- Georg Heinrich Götze (* 1667 in Leipzig; † 1728 in Lübeck), Theologe
- Pantaleon Hebenstreit (* 1668 in Kösen; † 1750 in Dresden), Musiker
- Andreas Adam Hochstetter (* 1668 in Tübingen; † 1717 in Tübingen), Theologe
- Johann Peter von Ludewig (* 1668 in Honhardt; † 1743 in Halle (Saale)), Jurist und Historiker
- Johann Samuel Stryk (* 1668 in Frankfurt (Oder); † 1715 in Halle (Saale)), Rechtswissenschaftler
- Gottlieb Wernsdorf der Ältere (* 1668 in Schönewalde; † 1729 in Wittenberg), Theologe
- Johann Balthasar Beyschlag (* 1669 in Schwäbisch Hall; † 1717 in Schwäbisch Hall), Theologe und Kirchenliedkomponist
- Martin Chladni (* 1669 in Kremnitz; † 1725 in Wittenberg), Theologe
- Johann Kaspar Haferung (* 1669 in Greußen; † 1744 in Wittenberg), Theologe
- Johann Kless (* 1669 in Poleska; † 1720 in Weimar), Theologe und Kirchenliedkomponist
- Johann Joseph Seyler (* 1669 in Bayreuth; † 1719 in Berg (Oberfranken)), Pädagoge und Theologe
- August der Starke (* 1670 in Dresden; † 1733 in Warschau), Kurfürst von Sachsen und König von Polen
- Heinrich Pipping (* 1670 in Leipzig; † 1722 in Dresden), Theologe

### 1671–1680
- Christian Wilhelm Höltich (* 1671 in Marienwohlde; † nach 1728), Jurist und Sekretär der Bergenfahrer der Deutschen Hanse
- Johann Georg Abicht (* 1672 in Königsee; † 1740 in Wittenberg), Theologe und Sprachforscher
- Johann Wilhelm von Berger (* 1672 in Halle (Saale); † 1751 in Wittenberg), Philosoph und Rhetoriker
- Sebastian Edzardus (* 1672 in Hamburg; † 1736 in Hamburg), Philosoph, Streittheologe und Missionar
- Johann Heinrich Feustking (* 1672 in Stellau; † 1713 in Gotha), Theologe
- Georg Haner (* 1672 in Schäßburg; † 1740 in Birthälm), Theologe und Kirchenhistoriker
- Luneburg Mushard (* 1672 in Loxstedt; † 1708 in Bremen), Pädagoge, Historiker und Genealoge
- Johann Melchior Kraft (* 1673 in Wetzlar; † 1751 in Schleswig), Theologe
- Valentin Ernst Löscher (* 1673 in Sondershausen; † 1749 in Dresden), Theologe und Superintendent in Dresden
- Johann Benedict Carpzov III. (* 1675 in Dresden; † 1739 in Wittenberg), Historiker, Jurist und Bürgermeister von Zittau
- Benjamin Hederich (* 1675 in Geithain; † 1748 in Großenhain), Lexikon- und Lehrbuchautor
- Heinrich Klausing (* 1675 in Herford; † 1745 in Leipzig), Theologe, Mathematiker, Astronom und Polyhistor
- Johann Adolf Hoffmann (* 1676 in Zarpen; † 1731 in Hamburg), philosophischer Autor
- Johann Georg Joch (* 1676 in Rothenburg ob der Tauber; † 1731 in Wittenberg), Theologe
- Salomo Deyling (* 1677 in Weida; † 1755 in Leipzig), Theologe
- Martin Hassen (* 1677 in Branderoda; † 1750 in Wittenberg), Ethnologe und Diplomat
- Johann Heinrich von Heucher (* 1677 in Wien; † 1747 in Dresden), Naturwissenschaftler
- Christian Hölmann (* 1677 in Breslau; † 1744 in Breslau), Mediziner und Dichter
- Dietrich Hermann Kemmerich (* 1677 in Apenburg; † 1745 in Jena), Rechtswissenschaftler
- Johann Kaspar Löscher (* 1677 in Erfurt; † 1751 in Leisnig), Theologe
- Johannes Balthasar Wernher (* 1677 in Rothenburg ob der Tauber; † 1743 in Wien), Rechtswissenschaftler und Mathematiker
- Christoph Heinrich Zeibich (* 1677 in Mölbis; † 1748 in Wittenberg), Theologe
- Barthold Feind (* 1678 in Hamburg; † 1721 in Hamburg), Literat und Publizist
- Johann Samuel Magnus (* 1678 in Albrechtsdorf; † 1707 in Sorau), Dichter und Historiker
- Johann Gottlob Carpzov (* 1679 in Dresden; † 1767 in Lübeck), Theologe
- Balthasar Mentzer IV (* 1679 in Gießen; † 1741 in Hannover), Theologe
- Adam Friedrich Zürner (* 1679 in Maieney; † 1742 in Dresden), Geograph
- Johann Gottfried Kraus (* 1680 in Freiberg; † 1739 in Wittenberg), Rechtswissenschaftler
- Friedrich Strunz (* 1680 in Marienberg; † 1725 in Wittenberg), Literaturwissenschaftler und Philologe
- Georg Albrecht Stübner (* 1680 in Heilbronn; † 1723 in Bayreuth), Dichter geistlicher Lieder und Professor[1]

### 1681–1690
- Johann Friedrich Gauhe (* 1681 in Waltersdorf; † 1755 in Helbigsdorf), Genealoge und Historiker
- Balthasar Geyder (* 1681 in Nördlingen; † 1767 in Radis), Theologe und Autor
- Johann Wilhelm Jahn (* 1681 in Raben; † 1725 in Wittenberg), Theologe und Historiker
- Johann Gottfried Leschnert (* 1681 in Dahme/Mark; † 1747 in Gotha), Pädagoge
- Johann Friedrich Böttger (* 1682 in Schleiz; † 1719 in Dresden), Miterfinder des europäischen Porzellans
- Michael Heinrich Gribner (* 1682 in Leipzig; † 1734 in Leipzig), Rechtswissenschaftler
- Johann Christoph Krüsike (* 1682 in Hamburg; † 1745 in Hamburg), Theologe und Dichter
- Bernhard Walther Marperger (* 1682 in Hamburg; † 1746 in Dresden), Theologe
- Christian Friedrich Börner (* 1683 in Dresden; † 1753 in Leipzig), Theologe
- Johann Heinrich Martius (* 1683 in Mittweida; † 1756 in Wittenberg), Literaturwissenschaftler
- Johann Christoph Wolf (* 1683 in Wernigerode; † 1739 in Hamburg), Theologe und Polyhistor
- Johann Hermann von Elswich (* 1684 in Rendsburg; † 1721 in Stade), Theologe
- Christoph Gabriel Fabricius (* 1684 in Schacksdorf; † 1757 in Daubitz), Theologe
- Johann Matthias Hase (* 1684 in Augsburg; † 1742 in Wittenberg), Mathematiker, Astronom, Kartograph und historischer Geograph
- Martin Knobloch (* 1684 in Mötzlich; † 1759 in Wurzen), Pädagoge und Theologe
- Johann Gottlieb Kraus (* 1684 in Hünern; † 1736 in Wittenberg), Historiker und Rhetoriker
- Johann David Köhler (* 1684 in Colditz; † 1755 in Göttingen), Historiker
- Jakob Carl Spener (* 1684 in Frankfurt am Main; † 1730 in Wittenberg), Historiker und Rechtswissenschaftler
- Kaspar Achatius Beck (* 1685 in Markt Berolzheim; † 1733 in Jena), Jurist
- Theophilus Grabener (* 1685 in Zschopau; † 1750 in Meißen), Pädagoge
- Franz Woken (* 1685 in Rarfin; † 1734 in Wittenberg), Pädagoge, Historiker, Sprachwissenschaftler und Theologe
- Christian Gottlob Gerber (* 1686 in Rothschönberg; † 1764 in Lockwitz), Theologe und Historiker
- David Theodor Lehmann (* 1686 in Annaberg; † 1715 in Wittenberg), Literaturwissenschaftler und Philologe
- Michael Lilienthal (* 1686 in Liebstadt; † 1750 in Königsberg (Preußen)), Theologe und Historiker
- Erdmann Rudolf Fischer (* 1687 in Hafenpreppach; † 1776 in Coburg), Theologe
- Johann Henrich von Seelen (* 1687 in Assel; † 1762 in Lübeck), Theologe und Pädagoge
- Adolf Gideon Bartholdi (* 1688 in Staven; † 1768 in Stralsund), Pädagoge
- Johann Hermann Fürstenau (* 1688 in Herford; † 1756 in Rinteln), Mediziner
- Justus Christian Thorschmidt (* 1688 in Somsdorf; † nach 1738 in Annaburg), Historiker und Theologe
- Gebhard Christian Bastineller (* 1689 in Halle (Saale); † 1755 in Wittenberg), Rechtswissenschaftler
- Christoph Pfeiffer (* 1689 in Oels; † 1758 in Stolz), Theologe und Kirchenlieddichter
- Peter Adolf Boysen (* 1690 in Aschersleben; † 1743 in Halberstadt), Theologe, Philosoph und Historiker
- Andreas Charitius (* 1690 in Danzig; † 1741 in Merseburg), Theologe

### 1691–1700
- Michael Adolf Siebenhaar (* 1691 in Staßfurt; † 1751 in Wittenberg), Maler
- Johann Friedrich Weidler (* 1691 in Großneuhausen; † 1755 in Wittenberg), Jurist und Astronom
- Samuel Friedrich Bucher (* 1692 in Rengersdorf; † 1765 in Zittau), Altertumsforscher, Philologe und Pädagoge
- Johann Christian Buxbaum (* 1693 in Merseburg; † 1730 in Wermsdorf), Botaniker
- Christian Hauschild (* 1693 in Schneeberg; † 1759 in Dresden), Theologe
- Christian August Hausen der Jüngere (* 1693 in Dresden; † 1743 in Leipzig), Mathematiker, Astronom, Mineraloge und Physiker
- Johann Zacharias Hilliger (* 1693 in Chemnitz; † 1770 in Seyda), Theologe
- Johann Gottfried Lessing (* 1693 in Kamenz; † 1770 in Kamenz), Theologe
- Melchior Gottlieb Minor (* 1693 in Zülzendorf; † 1748 in Gutschdorf), Theologe
- Theodor Crüger (* 1694 in Stettin; † 1751 in Chemnitz), Theologe und Historiker
- Johann Georg Geret (* 1694 in Roth; † 1761 in Crailsheim), Theologe und Pädagoge
- David Mehner (* 1694 in Waldheim; † 1756 in Dresden), Theologe und Kirchenlieddichter
- Hermann Samuel Reimarus (* 1694 in Hamburg; † 1768 in Hamburg), Orientalist und Bibelkritiker
- Georg Gottlob Richter (* 1694 in Schneeberg; † 1773 in Göttingen), Mediziner
- Karl Gottlob Sperbach (* 1694 in Königsbrück; † 1772 in Wittenberg), Philologe
- Christoph Friedrich Ayrmann (* 1695 in Leipzig; † 1747 in Gießen), Historiker
- Johann Christian Ernesti (* 1695 in Großbüchter; † 1769 in Langensalza), Theologe
- Johann Christian Günther (* 1695 in Striegau; † 1723 in Jena), Dichter
- Martin Grulich (* 1694 in Loddin; † 1772 in Torgau), Theologe
- Imanuel Heinrich Kauderbach (* 1695 in Geising; † 1776 in Geising), Theologe
- Joachim Oporin (* 1695 in Neumünster; † 1753 in Göttingen), Theologe
- Daniel Triller (* 1695 in Erfurt; † 1782 in Wittenberg), Dichter
- Christiana Mariana von Ziegler (* 1695 in Leipzig; † 1760 in Frankfurt (Oder)), Schriftstellerin
- Christian Friedrich Bauer (* 1696 in Hopfgarten; † 1752 in Wittenberg), Theologe
- Samuel Christian Hollmann (* 1696 in Stettin; † 1787 in Göttingen), Philosoph und Naturforscher
- August Wilhelm Reinhart (* 1696 in Seega; † 1770 in Heringen/Helme), Theologe
- Johann Friedrich Gregorius (* 1697 in Kamenz; † 1761 in Rothenburg in der Oberlausitz), Theologe und Kirchenlieddichter
- Benjamin Gottlieb Gerlach (* 1698 in Liegnitz; † 1756 in Zittau), Pädagoge und Autor
- Johann Christian Mehlhorn (* 1698 in Chemnitz; † 1760 in Delitzsch), Theologe
- Christian Nicolaus Möllenhof (* 1698 in Lübeck; † 1748 in Delmenhorst), Theologe und Kirchenlieddichter
- Christian Gottfried Stentzel (* 1698 in Torgau; † 1748 in Wittenberg), Mediziner
- Johannes Friedrich Wernher (* 1698 in Neukirchen; † 1735 in Wittenberg), Rechtswissenschaftler
- Gottfried Geyser (* 1699 in Görlitz; † 1764 in Görlitz), Theologe
- Johann Jakob Greif (* 1699 in Meißen; † 1767 in Mölbis), Theologe und Historiker
- Christian Gottlieb Kluge der Ältere (* 1699 in Nerchau; † 1759 in Wittenberg), Theologe
- Johann Gottlob Vollsack (* 1699 in Calau; † 1772 in Krina), Theologe
- Arnold Greve (* 1700 in Hamburg; † 1754 in Hamburg), Theologe und Historiker
- Christian Friedrich Henrici (* 1700 in Stolpen; † 1764 in Leipzig), Dichter
- Heinrich Höck (* 1700 in Hamburg; † 1779 in Hamburg), Theologe
- Nikolaus Ludwig von Zinzendorf (* 1700 in Dresden; † 1760 in Herrnhut), Reichsgraf

## 1701–1800

### 1701–1710
- Justus Georg Chladni (* 1701 in Uebigau; † 1765 in Dresden), Jurist
- Franz Karl Conradi (* 1701 in Reichenbach im Vogtland; † 1748 in Helmstedt), Rechtswissenschaftler
- Johann Daniel Kluge (* 1701 in Weißenfels; † 1768 in Zerbst), Theologe und Kirchenlieddichter
- Jonathan Krause (* 1701 in Hirschberg; † 1762 in Liegnitz), Theologe und Kirchenliederdichter
- Andreas Florens Rivinus (* 1701 in Leipzig; † 1761 in Wittenberg), Rechtswissenschaftler
- Friedrich Benedict Carpzov II. (* 1702 in Zittau; † 1744 in Wittenberg), Jurist und Rechtswissenschaftler
- Christian Siegmund Georgi (* 1702 in Luckau; † 1771 in Wittenberg), Theologe
- Johann Friedrich Gühling (* 1702 in Chemnitz; † 1772 in Chemnitz), Theologe
- Philipp Ernst Lüders (* 1702 in Langballig; † 1786 in Glücksburg (Ostsee)), Theologe, Pädagoge und Agrarökonom
- Moritz Karl zu Lynar (* 1702 in Lübbenau; † 1768 in Lübbenau), Diplomat
- Anton Wilhelm Amo (* 1703 in Axim; † 1784 in Fort Shama), Philosoph und Rechtswissenschaftler, erster Afrikaner, der an einer europäischen Universität promovierte
- Johann Andreas Boden (* 1703 in Stolpen; † 1764 in Schlieben), Pädagoge, Historiker und Theologe
- Christoph Ludwig Crell (* 1703 in Leipzig; † 1758 in Wittenberg), Literatur- und Rechtswissenschaftler
- Johann Michael Herbart (* 1703 in Ostheim; † 1768 in Oldenburg), Pädagoge
- Karl Gottlob Hofmann (* 1703 in Schneeberg; † 1774 in Wittenberg), Theologe und Historiker
- Wilhelm Ludwig Nitzsch (* 1703 in Eutin; † 1758 in Wittenberg), Theologe
- Johann Joachim Gottlob am Ende (* 1704 in Gräfenhainichen; † 1777 in Dresden), Theologe und Pädagoge
- Johann Gottfried Höre (* 1704 in Naumburg; † 1778 in Meißen), Pädagoge
- Johann Friedrich Christoph Ernesti (* 1705 in Tennstedt; † 1758 in Arnstadt), Theologe
- Heinrich Brockes II. (* 1706 in Lübeck; † 1773 in Lübeck), Jurist
- Johann Rudolf Kiesling (* 1706 in Erfurt; † 1778 in Erlangen), Theologe und Orientalist
- Johann Friedrich Crell (* 1707 in Leipzig; † 1747 in Helmstedt), Anatom und Physiologe
- Johann August Ernesti (* 1707 in Tennstedt; † 1781 in Leipzig), Theologe und Philologe
- Johann Friedrich Glaser (* 1707 in Wasungen; † 1789 in Suhl), Mediziner
- Johann Gottfried Hermann (* 1707 in Altjeßnitz; † 1791 in Dresden), Theologe
- Friedrich Wilhelm Jahr (* 1707 in Goßmar; † 1755 in Wittenberg), Theologe
- Friedrich Otto Mencke (* 1708 in Leipzig; † 1754 in Leipzig), Jurist
- Johann Georg Walther (* 1708 in Oberörtmannsdorf; † 1761 in Wittenberg), Pädagoge, Rhetoriker und Ethnologe
- Johann Gottlob Weidler (* 1708 in Großneuhausen; † 1750 in Wittenberg), Rechtswissenschaftler
- Friedrich Christian Baumeister (* 1709 in Körner (Thüringen); † 1785 in Görlitz), Philosoph
- Christian Kortholt der Jüngere (* 1709 in Kiel; † 1751 in Göttingen), Theologe
- Johann Daniel Ritter (* 1709 in Schlanz; † 1775 in Wittenberg), Historiker und Ethnologe
- Georg Wilhelm Steller (* 1709 in Winsheim; † 1746 in Tjumen), Naturforscher
- Georg Matthias Bose (* 1710 in Leipzig; † 1761 in Magdeburg), Physiker und Astronom
- Johann Wilhelm Hoffmann (* 1710 in Zittau; † 1739 in Wittenberg), Historiker, Rechtswissenschaftler und Publizist
- Paul Heinrich Gerhard Möhring (* 1710 in Jever; † 1792 in Jever), Arzt, Botaniker und Ornithologe
- Johann Heinrich Mylius der Jüngere (* 1710 in Leipzig; † 1733 in Berlin), Rechtswissenschaftler

### 1711–1720
- Johann Michael Fleischer (* 1711 in Zschopau; † 1773 in Renthendorf), Roman- und Abenteuerautor
- Georg August Langguth (* 1711 in Leipzig; † 1782 in Wittenberg), Mediziner
- Leonhard Ludwig Mencke (* 1711 in Leipzig; † 1762 in Wittenberg), Jurist
- Georg Sigismund Green der Jüngere (* 1712 in Chemnitz; † 1754 in Meißen), Theologe
- Johann Gottfried Heinitz (* 1712 in Lauban; † 1790 in Löbau), Pädagoge und Kirchenlieddichter
- Gottlob Christian Klügel (* 1712 in Zwickau; † 1794 in Wittenberg), Jurist
- Joachim Samuel Weickmann (* 1712 in Danzig; † 1774 in Wittenberg), Theologe
- Johann Friedrich Bahrdt (* 1713 in Lübben; † 1775 in Leipzig), Theologe
- Christlieb Ehregott Gellert (* 1713 in Hainichen; † 1795 in Freiberg), Metallurge und Mineraloge
- Christian Crusius (* 1715 in Wohlbach; † 1767 in Wittenberg), Rhetoriker und Historiker
- Johann Gottlieb Frenzel (* 1715 in Schönau aufm Eigen; † 1780 in Bautzen), Jurist, Historiker und Philosoph
- Johann Friedrich Frisch (* 1715 in Erbisdorf; † 1778 in Leipzig), Theologe
- Andreas Mayer (* 1716 in Augsburg; † 1782 in Greifswald), Mathematiker, Astronom und Kartograph
- Johann Michael Mehlig (* 1716 in Weisdrup; † 1777 in Chemnitz), Theologe
- Ernst Heinrich Mylius (* 1716 in Leipzig; † 1781 in Stuttgart), Rechtswissenschaftler und Politiker
- Georg Friedrich Baermann (* 1717 in Leipzig; † 1769 in Wittenberg), Mathematiker
- Johann Heinrich Gottlob von Justi (* 1717 in Brücken; † 1771 in Küstrin), Ökonom
- Johann Ernst Schubert (* 1717 in Elbing; † 1774 in Greifswald), Theologe
- Christoph Bauer (* 1718 in Schneeberg; † 1778 in Wurzen), Theologe
- Johann Friedrich Hiller (* 1718 in Öhringen; † 1790 in Wittenberg), Pädagoge, Rhetoriker und Philosoph
- Johann Friedrich Hirt (* 1719 in Apolda; † 1783 in Wittenberg), Theologe und Orientalist
- Magnus Gottfried Lichtwer (* 1719 in Wurzen; † 1783 in Halberstadt), Dichter
- Johann Gottlob Werner (* 1719 in Korgitzsch; † 1781 in Jüterbog), Theologe
- Johann Christian Messerschmid (* 1720 in Weißenfels; † 1794 in Wittenberg), Pädagoge

### 1721–1730
- Johann Bücher (* 1721 in Danzig; † 1785 in Jessen), Theologe
- Gottlieb Müller (* 1721 in Kemberg; † 1793 in Kemberg), Theologe
- Martin Gottlieb Pauli (* 1721 in Lauban; † 1796 in Wittenberg), Rechtswissenschaftler
- Johann Hortzschansky (* 1722 in Breitendorf; † 1799 in Görlitz), Pädagoge, Historiker und Philologe
- Friedrich Boerner (* 1723 in Leipzig; † 1761 in Leipzig), Mediziner
- Georg Rudolf Böhmer (* 1723 in Liegnitz; † 1803 in Wittenberg), Mediziner
- Johann Christian Krüger (* 1723 in Berlin; † 1750 in Hamburg), Schriftsteller, Schauspieler und Dramatiker
- David Ruhnken (* 1723 in Stolp; † 1798 in Leiden), niederländischer Gelehrter und Bibliothekar deutscher Herkunft
- Johann Ernst Zeiher (* 1725 in Weißenfels; † 1784 in Wittenberg), Mathematiker, Mechaniker, Linguist und Optiker
- Karl Benjamin Acoluth (* 1726 in Pirna; † 1800 in Bautzen), Jurist
- Johann Gottfried Körner (* 1726 in Weimar; † 1785 in Leipzig), Theologe
- Christoph Traugott Delius (* 1728 in Wallhausen (Helme); † 1779 in Florenz), Bergbauwissenschaftler
- Karl Daniel Freyberg (* 1728 in Dresden; † 1802 in Wittenberg), Historiker und Physiker
- August Gottlob Friedrich Koltitz (* 1728 in Zerbst; † 1799 in Coswig (Anhalt)), Theologe
- Friedrich Immanuel Schwarz (* 1728 in Lorenzkirch; † 1786 in Leipzig), Theologe und Pädagoge
- Lebrecht Bachenschwanz (* 1729 in Zerbst; † 1802 in Dresden), General, Schriftsteller und Übersetzer
- Adolph Bogislav Grulich (* 1729 in Altmittweida; † 1798 in Neustadt an der Orla), Theologe
- Gotthold Ephraim Lessing (* 1729 in Kamenz; † 1781 in Braunschweig), Dichter
- Johann Daniel Titius (* 1729 in Konitz; † 1796 in Wittenberg), Physiker
- Samuel Luther von Geret (* 1730 in Thorn; † 1797 in Thorn), Theologe, Jurist und Politiker
- Immanuel Friedrich Gregorius (* 1730 in Kamenz; † 1800 in Lauban), Theologe und Historiker

### 1731–1740
- Johann August Dathe (* 1731 in Weißenfels; † 1791 in Leipzig), Linguist
- Johann Karl Götzinger (* 1731 in Wechselburg; † 1790 in Sebnitz), Theologe
- Woldemar Salomo Hausdorf (* 1731 in Zittau; † 1779 in Kleinschönau), Theologe
- Johann Ernst Spitzner (* 1731 in Oberalbertsdorf; † 1805 in Trebitz), Theologe, Ökonom und Bienenzüchter
- Johann Christoph Erdmann (* 1733 in Mühlberg/Elbe; † 1812 in Wittenberg), Theologe und Kirchenhistoriker
- Johann Matthias Schröckh (* 1733 in Wien; † 1808 Wittenberg), Historiker
- Christian Gottlieb Bergmann (* 1734 in Zittau; † 1822 in Zittau), Jurist und Bürgermeister von Zittau
- Karl Gottlob Just (* 1734 in Zittau; † 1792 in Zittau), Jurist und Bürgermeister von Zittau
- Christian Gottlieb Gilling (* 1735 in Zittau; † 1789 in Zeuden), Theologe
- August Ludwig von Schlözer (* 1735 in Gaggstatt; † 1809 in Göttingen), Historiker und Publizist
- Friedrich Wilhelm von Erdmannsdorff (* 1736 in Dresden; † 1800 in Dessau), Architekt
- Georg Stephan Wiesand (* 1736 in Vohenstrauß; † 1821 in Halle (Saale)), Rechtswissenschaftler
- Johann Karl Zeune (* 1736 in Stolzenhain; † 1788 in Wittenberg), Philologe
- Johann Nicolaus Anton (* 1737 in Schmiedeberg; † 1813 in Schmiedeberg), Theologe
- Johann Jacob Ebert (* 1737 in Breslau; † 1805 in Wittenberg), Mathematiker und Publizist
- August Wilhelm Leberecht Wilke (* 1737 in Wurzen; † 1781 in Zeitz), Philologe und Theologe
- Ernst Gottfried Baldinger (* 1738 in Großvargula; † 1804 in Marburg), Mediziner
- Johann Gotthelf Herzog (* 1738 in Kamenz; † 1787 in Kamenz), Arzt
- Karl Friedrich Kretschmann (* 1738 in Zittau; † 1809 in Zittau), Lyriker, Lustspielautor und Erzähler
- Friedrich Wilhelm Dresde (* 1740 in Naumburg; † 1805 in Wittenberg), Sprachwissenschaftler und Theologe
- Samuel Gottfried Geyser (* 1740 in Görlitz; † 1808 in Kiel), Pädagoge und Theologe

### 1741–1750
- Christian Schkuhr (* 1741 in Pegau; † 1811 in Wittenberg), Botaniker
- Christian Friedrich Schmidt (* 1741 in Röglitz; † 1778 in Wittenberg), Philosoph und Theologe
- Karl Heinrich Geisler (* 1742 in Schulpforte; † 1789 in Wittenberg), Rechtswissenschaftler
- Christian Friedrich von Matthäi (* 1744 in Göst; † 1811 in Moskau), Professor für Literatur
- Christian Friedrich Nürnberger (* 1744 in Zwickau; † 1795 in Wittenberg), Mediziner und Botaniker
- August Friedrich Schott (* 1744 in Dresden; † 1792 in Leipzig), Rechtswissenschaftler
- Karl Christian Tittmann (* 1744 in Großbardau; † 1820 in Dresden), Theologe
- Konrad Gottlob Anton (* 1745 in Lauban; † 1814 in Dresden), Sprachwissenschaftler und Orientalist
- Ludwig Friedrich Cellarius (* 1745 in Quittelsdorf; † 1818 in Rudolstadt), Theologe
- Johann Gottfried Leonhardi (* 1746 in Leipzig; † 1823 in Dresden), Mediziner
- Lebrecht Heinrich Samuel Jehne (* 1747 in Altona; † 1794 in Nienstedten), Theologe und Pädagoge
- Gottlieb Wernsdorf II. (* 1747 in Danzig; † 1802 in Wittenberg), Jurist
- Christian Wilhelm Kindleben (* 1748 in Berlin; † 1785 in Jena), Theologe und Publizist
- Friedrich Gottlieb Heinrich Fielitz der Ältere (* 1749 in Barby; † 1820 in Luckau), Mediziner
- Johann Christian Henrici (* 1749 in Niederfrohna; † 1818 in Wittenberg), Rhetoriker und Altertumsforscher
- Johann Gottfried Dyck (* 1750 in Leipzig; † 1813 in Leipzig), Buchhändler und Schriftsteller
- Karl Ferdinand Schmid (* 1750 in Eisleben; † 1809 in Wittenberg), Rechtswissenschaftler und Ethnologe
- Christian Friedrich Sintenis (* 1750 in Zerbst; † 1820 in Zerbst), Theologe und Schriftsteller

### 1751–1760
- Christian Gottfried Friedrich Assmann (* 1752 in Leipzig; † 1822 in Wittenberg), Ökonomie- und Kameralwissenschaftler
- Johann Gottfried am Ende (* 1752 in Voigtsdorf; † 1821 in Neustadt an der Orla), Theologe
- Johann Gottlieb Drasdo (* 1753 in Herzberg; † 1819 in Kemberg), Theologe
- August Gottlieb Meißner (* 1753 in Bautzen; † 1807 in Fulda), Schriftsteller und Begründer der deutschsprachigen Kriminalerzählung
- Franz Volkmar Reinhard (* 1753 in Vohenstrauß; † 1812 in Dresden), Theologe
- Michael Weber (* 1754 in Gröben; † 1833 in Halle (Saale)), Theologe
- Hans Ernst von Globig (* 1755 in Grauwinkel; † 1826 in Dresden), Jurist
- Gottlieb Lebrecht Spohn (* 1756 in Eisleben; † 1794 in Wittenberg), Pädagoge, Philologe und Theologe
- Jean François Cornu de Lapoype (* 1758 in Lyon; † 1851 in Brosses), französischer General
- Carl Gottlob Cramer (* 1758 in Pödelist; † 1817 in Dreißigacker), Schriftsteller und Pädagoge
- Wilhelm Leberecht Götzinger (* 1758 in Struppen; † 1818 in Neustadt in Sachsen), Theologe, gilt als Erschließer der Sächsischen Schweiz
- Georg Ernst Kletten (* 1759 in Kitzingen; † 1827 in Wien), Mediziner
- Johann Friedrich Schleusner (* 1759 in Leipzig; † 1831 in Wittenberg), Theologe
- Ludwig Yorck von Wartenburg (* 1759 in Potsdam; † 1830 in Kleinöls), preußischer General
- Karl August Böttiger (* 1760 in Reichenbach im Vogtland; † 1835 in Dresden), Theologe, Philologe, Pädagoge und Schriftsteller
- Bogislav Friedrich Emanuel von Tauentzien (* 1760 in Prenzlau; † 1824 in Potsdam), preußischer General

### 1761–1770
- Johann Samuel Göbel (* 1762 in Ruppendorf; † 1798 in Dresden), Finanzsekretär und Historiker
- Traugott August Seyffarth (* 1762 in Sitzenroda; † 1831 in Freiberg), Theologe
- Traugott Karl August Vogt (* 1762 in Gorsleben; † 1807 in Wittenberg), Mediziner
- Johann Georg August Hacker (* 1762 in Dresden; † 1823 in Dresden), Theologe
- Leopold Wilhelm von Dobschütz (* 1763 in Brieg; † 1836 in Zölling), preußischer General
- Johann Georg Karl Klotzsch (* 1763 in Jüterbog; † 1819 in Wittenberg), Literaturwissenschaftler und Logiker
- Karl Gustav Brinckmann (* 1764 in Nacka; † 1847 in Stockholm), schwedischer Diplomat und deutscher Dichter
- Gottfried Fähse (* 1764 in Schleesen; † 1831 in Jüterbog), Philologe und Pädagoge
- Karl Gottfried Jehnichen (* 1764 in Herzberg; † 1790 in Herzberg), Pädagoge und Literaturwissenschaftler
- Karl Christian Kohlschütter (* 1763 in Dresden; † 1837 in Dresden), Rechtswissenschaftler
- Johann Gottfried Schadow (* 1764 in Berlin; † 1850 in Berlin), Bildhauer
- Karl von Gersdorff (* 1765 in Glossen; † 1829 in Dresden), sächsischer Generalleutnant und Militärschriftsteller
- August Ferdinand Ludwig Dörffurt (* 1767 in Berlin; † 1825 in Wittenberg), Apotheker und Bürgermeister
- Karl August Engelhardt (* 1768 in Dresden; † 1834 in Dresden), Pädagoge und Schriftsteller
- Gustav Alexander Bielitz (* 1769 in Liebenwerda; † 1841 in Naumburg), Jurist
- Johann Christian August Grohmann (* 1769 in Großkorbetha; † 1847 in Dresden), Philosoph, Psychologe und Rhetoriker
- Dietrich von Miltitz (* 1769 in Oberau; † 1853 in Siebeneichen), preußischer General und Begründer des Scharfenberger Kreises
- Michel Ney (* 1769 in Saarlouis; † 1815 in Paris), Marschall von Frankreich
- Karl Salomo Zachariae (* 1769 in Meißen; † 1843 in Heidelberg), Rechtswissenschaftler
- Karl Heinrich Dzondi (* 1770 in Oberwinkel; † 1835 in Halle (Saale)), Mediziner
- Johann Christian Engel (* 1770 in Leutschau; † 1814 in Wien), Historiker
- Friedrich Ludwig Kreysig (* 1770 in Eilenburg; † 1839 in Dresden), Mediziner, Botaniker und Musikwissenschaftler
- Wilhelm Traugott Krug (* 1770 in Radis; † 1842 in Leipzig), Philosoph

### 1771–1780
- August Apel (* 1771 in Leipzig; † 1816 in Leipzig), Dichter und Jurist
- Paul Christoph Gottlob Andreä (* 1772 in Leipzig; † 1824 in Jena), Rechtswissenschaftler
- Novalis (* 1772 in Oberwiederstedt; † 1801 in Weißenfels), Dichter
- Wilhelm von Brockhausen (* 1773 in Göhren; † 1858 in Berlin), preußischer General, Ehrenbürger Wittenbergs
- Detlev von Einsiedel (* 1773 in Wolkenburg; † 1861 in Wolkenburg), Staatsmann
- Friedrich Christian August Hasse (* 1773 in Rehfeld; † 1848 in Leipzig), Historiker, Enzyklopädist und Schriftsteller
- Johann Karl Heinrich von Zobel (* 1773 in Gröppendorf; † 1849 in Borna), Theologe
- Johann Ernst Daniel Bornschein (* 1774 in Prettin; † 1838 in Gera), Dramatiker und Romanautor
- August Ludwig Diemer (* 1774 in Milkel; † 1855 in Rostock), Rechtsgelehrter
- Johann Gottfried Gruber (* 1774 in Naumburg; † 1851 in Halle (Saale)), Literaturhistoriker und Schriftsteller
- Ernst Horn (* 1774 in Braunschweig; † 1848 in Berlin), Mediziner
- Friedrich Adolph Kuhn (* 1774 in Dresden; † 1844 in Dresden), Lyriker und Übersetzer
- Karl Gottlieb Bretschneider (* 1776 in Gersdorf; † 1848 in Gotha), Theologe
- Sigismund August Wolfgang von Herder (* 1776 in Bückeburg; † 1838 in Dresden), Geologe
- Karl Klien (* 1776 in Königstein; † 1839 in Leipzig), Rechtswissenschaftler
- Ferdinand von Schill (* 1776 in Wilmsdorf; † 1809 in Stralsund), preußischer Offizier
- Alexander I. von Russland (* 1777 in St. Petersburg; † 1825 in Taganrog), russischer Zar
- Heinrich Gottlieb Tzschirner (* 1778 in Mittweida; † 1828 in Leipzig), Theologe
- Julius Friedrich Winzer (* 1778 in Chemnitz; † 1845 in Leipzig), Ethnologe und Theologe
- Burkhard Wilhelm Seiler (* 1779 in Erlangen; † 1843 in Dresden), Mediziner
- Karl Gottlob August Erfurdt (* 1780 in Zörbig; † 1813 in Königsberg (Preußen)), Philologe und Pädagoge
- Heinrich Leonhard Heubner (* 1780 in Lauterbach; † 1853 in Wittenberg), Theologe

### 1781–1790
- Karl Maximilian Andree (* 1781 in Dresden; † 1827 in Breslau), Mediziner und Gynäkologe
- Ernst Christian August von Gersdorff (* 1781 in Herrnhut; † 1852 in Weimar), Politiker und Diplomat
- Karl Friedrich Schinkel (* 1781 in Neuruppin; † 1841 in Berlin), Architekt und Baumeister
- Johann Michael Ackner (* 1782 in Schäßburg; † 1862 in Hammersdorf (Siebenbürgen)), Archäologe und Naturforscher
- Heinrich David August Ficinus (* 1782 in Dresden; † 1857 in Dresden), Mediziner und Naturforscher
- Christian Ludwig Nitzsch (* 1782 in Beucha; † 1837 in Halle (Saale)), Biologe
- Karl August Weinhold (* 1782 in Meißen; † 1829 in Halle (Saale)), Mediziner
- Karl Baldamus (* 1784 in Roßla; † 1852 in Wien), Jurist, Publizist, Lyriker, Erzähler und Dichter
- Gottlob Christian Crusius (* 1785 in Lichtenstein (Sachsen); † 1848 in Hannover), Philologe, Pädagoge und Autor
- Friedrich Christoph Dahlmann (* 1785 in Wismar; † 1860 in Bonn), Historiker und Staatsmann
- Carl August Schwerdgeburth (* 1785; † 1878), Kupferstecher und Maler
- Gottlieb Wilhelm Gerlach (* 1786 in Osterfeld; † 1864 in Halle (Saale)), Philosoph und Bibliothekar
- Friedrich Wilhelm Gubitz (* 1786 in Leipzig; † 1870 in Berlin), Grafiker, Schriftsteller, Theaterkritiker und Herausgeber
- Otto von Loeben (* 1786 in Dresden; † 1825 in Dresden), Dichter
- Karl Immanuel Nitzsch (* 1787 in Borna; † 1868 in Berlin), Theologe
- Franz Spitzner (* 1787 in Trebitz; † 1841 in Wittenberg), Gräzist und Rektor des Gymnasiums
- Joseph von Eichendorff (* 1788 in Lubowitz; † 1857 in Neiße), Dichter

### 1791–1800
- Friedrich Adolf Ebert (* 1791 in Taucha; † 1834 in Dresden), Bibliothekar und Bibliograph
- August Hahn (* 1792 in Osterhausen; † 1863 in Breslau), Theologe
- Julius Traugott von Könneritz (* 1792 in Merseburg; † 1866 in Dresden), Politiker
- Friedrich Lindemann (* 1792 in Jöhstadt; † 1854 in Boppard), Pädagoge und Philologe
- Friedrich Meurer (* 1792 in Pretzsch (Elbe); † 1866 in Dresden), Pharmakologe und Mediziner
- Heinrich Eduard Schmieder (* 1794 in Schulpforte; † 1893 in Wittenberg), Theologe, Ehrenbürger Wittenbergs
- August Wilhelm Heffter (* 1796 in Schweinitz; † 1880 in Berlin), Rechtsgelehrter und Politiker
- Immanuel Friedrich Sander (* 1797 in Schafstädt; † 1859 in Wittenberg), Stadtpfarrer, Superintendent und zweiter Direktor des Predigerseminars
- Albert August Wilhelm Deetz (* 1798 in Berlin; † 1859 in Minden), Politiker
- August Heinrich Hoffmann von Fallersleben (* 1798 in Fallersleben; † 1874 auf Schloss Corvey), Dichter
- Ewald Rudolf Stier (* 1800 in Fraustadt; † 1862 in Eisleben), Theologe und Kirchenlieddichter
- Friedrich August Stüler (* 1800 in Mühlhausen (Thüringen); † 1865 in Berlin), Baumeister und Architekt

## 1801–1900

### 1801–1850
- Werner VIII. von Alvensleben (* 1802 in Eichenbarleben; † 1877 in Potsdam), preußischer General
- Johann Friedrich von Brandt (* 1802 in Jüterbog; † 1879 in Merreküll), Mediziner und Naturforscher
- Johann Heinrich Deinhardt (* 1805 in Niederzimmern; † 1867 in Bromberg), Pädagoge
- Friedrich Drake (* 1805 in Pyrmont; † 1882 in Berlin), Bildhauer
- Johannes Zeltner (* 1805 in Eschenbach; † 1882 in Nürnberg), Fabrikant, Ehrenbürger Wittenbergs
- Albert Liebner (* 1806 in Schkölen; † 1871 in Meran), Theologe, Philologe und Historiker
- Moritz Meurer (* 1806 in Pretzsch (Elbe); † 1877 in Callenberg), Theologe und Kirchenhistoriker
- Friedrich Wilhelm Ritschl (* 1806 in Großvargula; † 1876 in Leipzig), Philologe
- Johann Hinrich Wichern (* 1808 in Hamburg; † 1881 in Hamburg), Theologe
- Johann Gottfried Galle (* 1812 in Pabsthaus; † 1910 in Potsdam), Astronom
- Eduard Feodor Gloeckner (* 1812 in Borna; † 1885 in Dresden), Jurist, Ehrenbürger Wittenbergs
- Karl August Schapper (* 1815 in Niederkleen; † 1898 in Wernigerode), Theologe
- Werner von Siemens (* 1816 in Lenthe; † 1892 Berlin), Industrieller, Begründer der Elektrotechnik
- Karl Wilhelm Nitzsch (* 1818 in Zerbst; † 1880 in Berlin), Historiker
- Eduard Hartstein (* 1823 in Pretzsch (Elbe); † 1869 in Poppelsdorf), Agronom
- Carl Stein (* 1824 in Niemegk; † 1902 in Wittenberg), Musikdirektor, Organist an der Schlosskirche
- Gottlieb Stier (* 1825 in Basel; † 1896 in Dessau), Historiker, Philologe und Pädagoge
- Adam Krolczyk (* 1826 in Niedenau; † 1872 in Hongkong), Theologe
- Friedrich Adler (* 1827 in Berlin; † 1908 in Berlin), Baumeister und Bauforscher
- Adalbert Falk (* 1827 in Metschkau; † 1900 in Hamm), preußischer Kultusminister, Ehrenbürger Wittenbergs
- Fritz Eunike (* 1831 in Bad Freienwalde; † 1892 in Wittenberg), Offizier, Ehrenbürger Wittenbergs
- Rudolf Baxmann (* 1832 in Stendal; † 1869 in Bonn), Theologe und Autor
- Ernst Lausch (* 1836 in Friedersdorf; † 1888 in Wittenberg), Schriftsteller
- Georg Schleusner (* 1841 in Kemberg; † 1911 in Cochstedt), Theologe

### 1851–1900
- Johann Gottlieb Schoch (* 1853 in Wörlitz; † 1905 in Magdeburg), Gartenarchitekt
- Karl Lamprecht (* 1856 in Jessen; † 1915 in Leipzig), Geschichtswissenschaftler
- Olga Gebauer (* 1858 in St Petersburg; † 1922 in Berlin), Gründerin des Hebammenverbandes
- Richard Bartmuß (* 1859 in Schleesen; † 1910 in Dessau), Komponist
- Adine Gemberg (* 1860 in Sankt Petersburg; † 1902 in Wittenberg), Schriftstellerin
- Gottfried Krüger (* 1863 in Treuenbrietzen; † 1941 in Wittenberg), Mediziner und Heimatforscher, Ehrenbürger Wittenbergs
- Nathan Söderblom (* 1866 in Trönö; † 1931 in Uppsala), Theologe, Friedensnobelpreisträger, Ehrenbürger Wittenbergs
- Wolf von Gersdorff (* 1867 in Potsdam; † 1949 in Berlin), Politiker, Ehrenbürger Wittenbergs
- Karl Dunkmann (* 1868 in Aurich; † 1932 in Berlin), Theologe und Soziologe
- Richard Erfurth (* 1869 in Schleinitz; † 1949 in Wittenberg), Heimatforscher und Historiker
- Karl Janisch (* 1870 in Berlin; † 1946 in Schwegermoor), Maschinenbau-Ingenieur und Industrie-Manager, Ehrenbürger Wittenbergs
- Otto Kleinschmidt (* 1870 in Geinsheim 1870; † 1954 in Wittenberg), Naturwissenschaftler
- Maximilian Meichßner (* 1875 in Belzig; † 1954 in Wittenberg), Superintendent
- Paul Fiebig (* 1876 in Halle (Saale); † 1949 in Calbe (Saale)), Theologe
- Otto Dibelius (* 1880 in Berlin; † 1967 in Berlin), Theologe
- Julius Riemer (* 1880 in Berlin; † 1958 in Wittenberg), Museumsgründer
- Theodor Knolle (* 1885 in Hildesheim; † 1955 in Hamburg), Theologe
- Otto Rasch (* 1891 in Friedrichsruh; † 1948 in Nürnberg), Oberbürgermeister 1934–36, als Befehlshaber der Einsatzgruppe C u. a. für das Massaker von Babyn Jar verantwortlich
- Friedrich von Basse (* 1893 in Hagen; † 1972 in Oberhausen), Oberbürgermeister in Wittenberg
- Hermann Oberth (* 1894 in Hermannstadt; † 1989 in Nürnberg), Atomphysiker
- Hermann Groine (* 1897 in Dardesheim; † 1941 bei Jarovatka), NSDAP-Ortsgruppenführer, später Reichstagsabgeordneter
- Oskar Thulin (* 1898 in Aschersleben; † 1971 in Wittenberg), Theologe und Historiker

## 1901–1945
- Erich Viehweger (* 1907 in Bremerhaven, † 1992 in Wartenburg), Maler und Bühnenbildner
- Erwin Wickert (* 1915 in Bralitz; † 2008 in Remagen), Diplomat und Schriftsteller
- Konrad Wolf (* 1925 in Hechingen; † 1982 in Berlin), Regisseur
- Helmut Bläss (* 1926 in Halle (Saale); † 2005 in Wittenberg), Theaterintendant, Regisseur und Schauspieler
- Albrecht Steinwachs (* 1934 in Quedlinburg; † 2012 in Wittenberg), Superintendent
- Ezard Haußmann (* 1935 in Potsdam; † 2010 in Potsdam), Schauspieler
- Wolfgang Böhmer (* 1936 in Dürrhennersdorf; † 2025), Mediziner und Politiker, Ministerpräsident von Sachsen-Anhalt
- Gunnar Berg (* 1940 in Magdeburg), Physiker
- Hans-Peter Gensichen (* 1943 in Pritzwalk; † 2019 in Tübingen), Theologe, Ethnologe, Initiator des Grünen Tisches der DDR
- Friedrich Schorlemmer (* 1944 in Wittenberge; † 2024 in Berlin), Theologe

## Nach 1945
- Hans-Jürgen Grabbe (* 1947 in Detmold), Historiker und Kulturwissenschaftler
- Rainer Gohde (* 1948), Regisseur und Schauspieler
- Engelbert Wistuba (* 1953 in Mügeln), Politiker (SPD), MdB
- Reiner Haseloff (* 1954 in Bülzig), Politiker (CDU), seit 2011 Ministerpräsident von Sachsen-Anhalt
- Yadegar Asisi (* 1955 in Wien), Architekt und Maler
- Siegfried Kasparick (* 1955 in Herzberg (Elster); † 2016 in Wittenberg), evangelischer Propst
- Frank Wartenberg (* 1955 in Prenzlau), Leichtathlet
- Siegfried Appelt (* 1956 in Wittenberg), Plastiker, Maler und Grafiker
- Christiane Wartenberg (* 1956 in Prenzlau), Leichtathletin
- Ute Appelt-Lillack (* 1959 in Zwickau; † 2024 in Melaune), Plastikerin
- Uwe Birnstein (* 1962 in Bremen), Theologe und Publizist
- Peter Fitzek (* 1965 in Halle an der Saale), Aktivist der Reichsbürgerbewegung, Gründer des Fantasiestaates Königreich Deutschland
- Fernando Scarpa (* 1968 in Mailand), italienischer Regisseur
- Nils Seethaler (* 1981 in Berlin), Provenienzforscher und Museumsinitiator